# Llista de banderes municipals dels Estats Units d'Amèrica
Aquesta és una llista de les banderes municipals dels Estats Units d'Amèrica, ja sigui amb l'estatus de ciutat, de ciutat independent, de concentració de població o d'àrea no incorporada.
Les banderes es mostren agrupades per estats, i degut al gran nombre de ciutats existents (19.502 el 2019) aquesta llista només mostra les banderes de les ciutats amb més de 100.000 habitants i les capitals de cadascun dels estats.

## Alabama

Birmingham
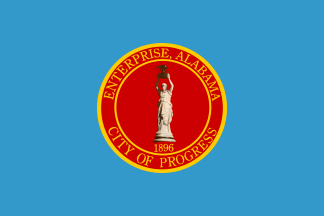
Enterprise
Huntsville
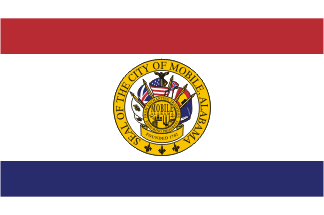
Mobile
Montgomery (capital)
Tuscaloosa

## Alaska

Anchorage
Juneau (capital) (1970-avui dia)

### Històriques

Anaheim (2018-2019)
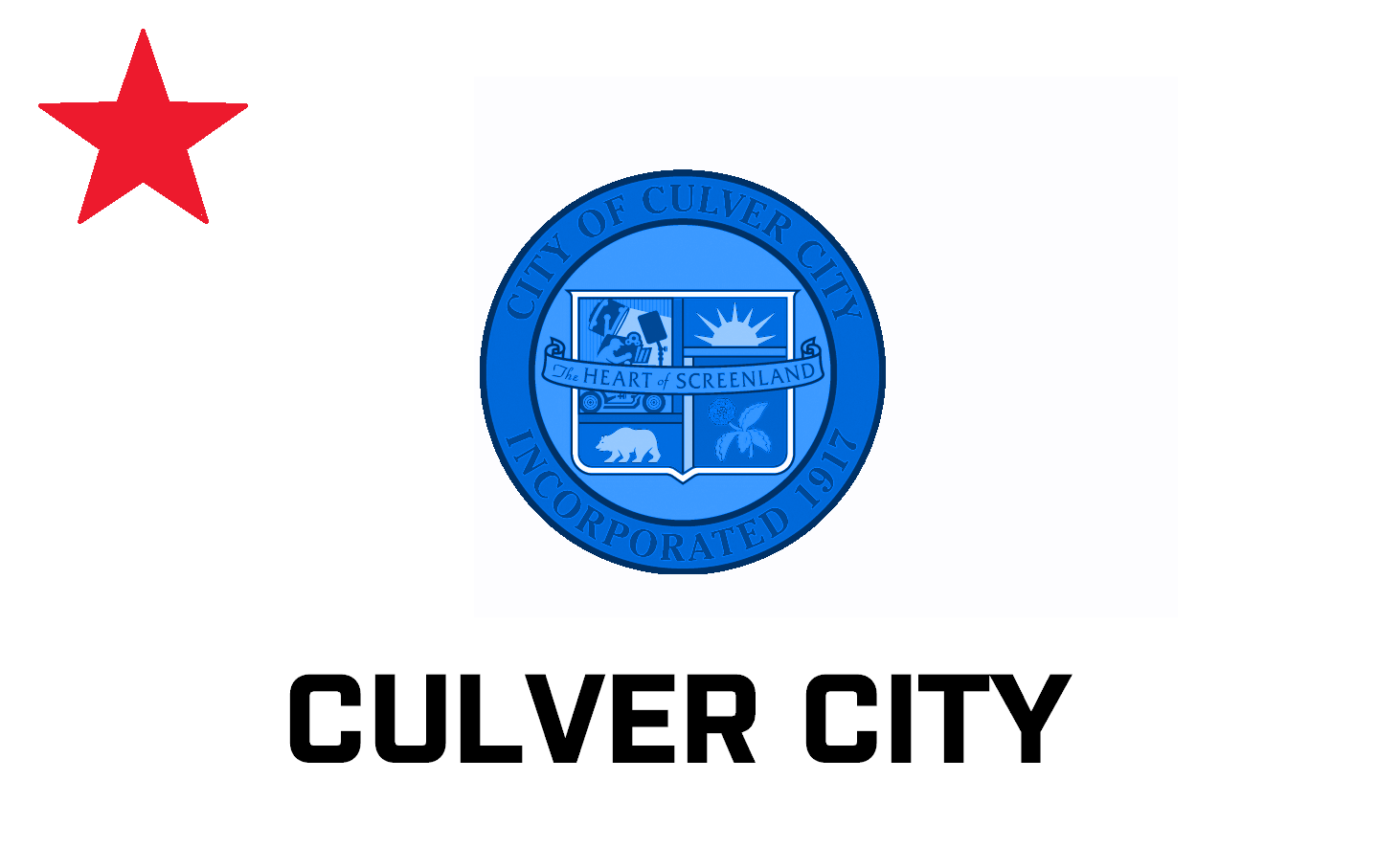
Culver City (1940)
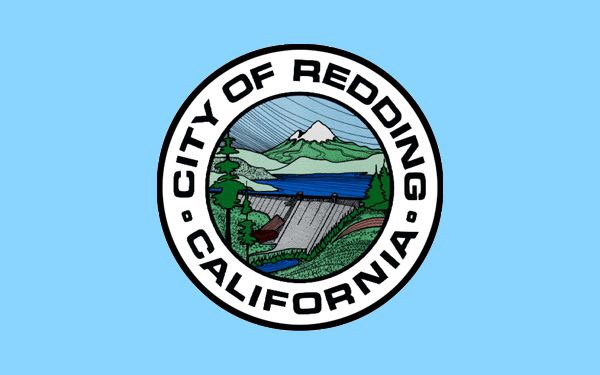
Redding (fins 2018)
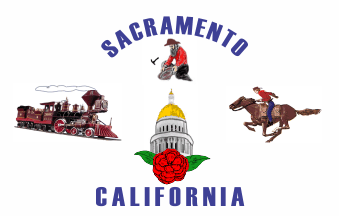
Sacramento (1964–1989)
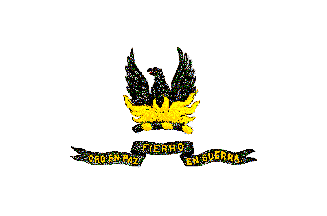
San Francisco (1899–1900)
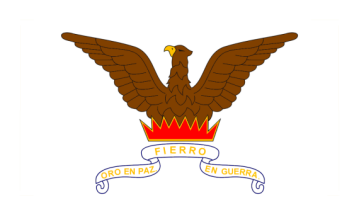
San Francisco (1900–1940)
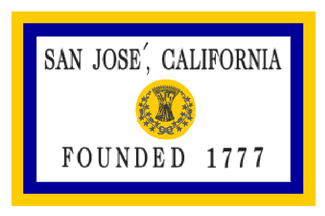
San José (1969–1984)
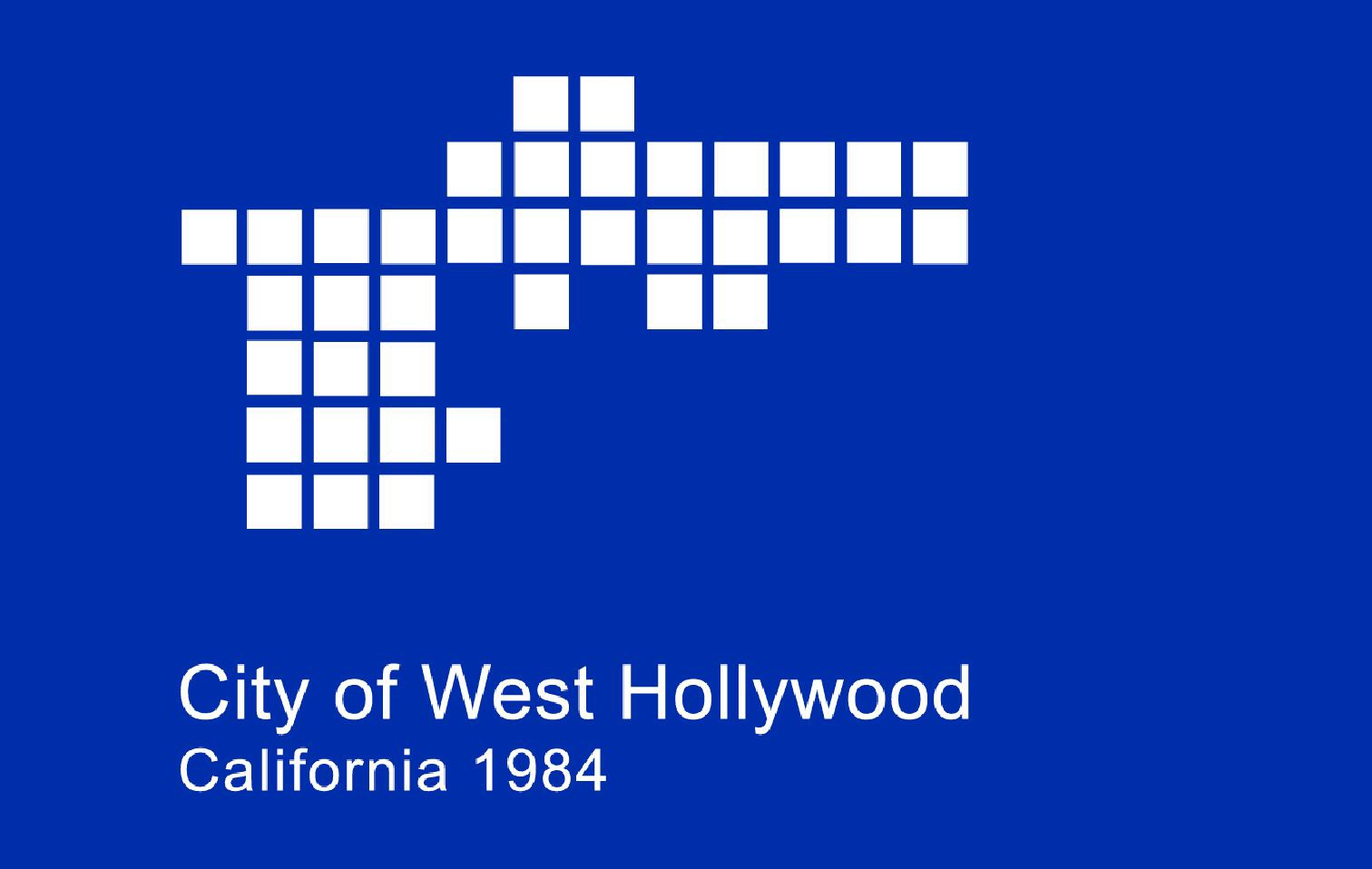
West Hollywood (fins 2014)

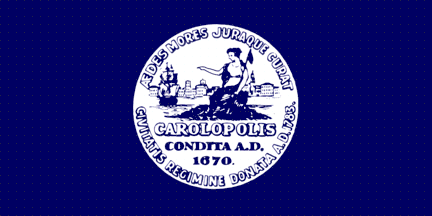
Charleston (1882–1952)
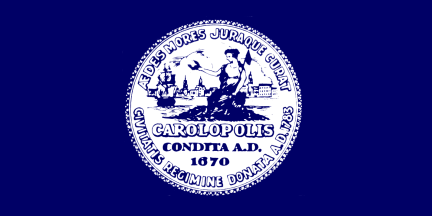
Charleston (1952–1990)
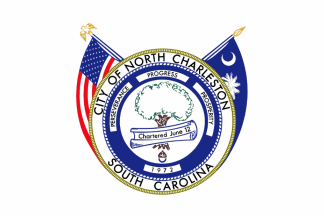
North Charleston (fins 2009)

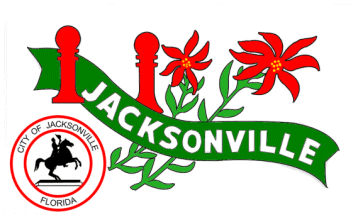
Jacksonville (1914–1976)
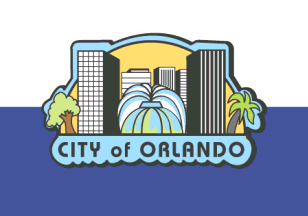
Orlando (1980–2017)

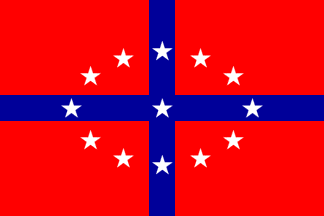
Augusta (1939–1985)
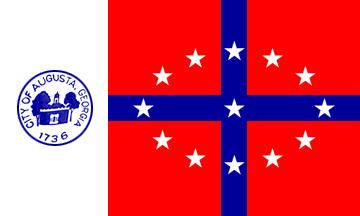
Augusta (1986–2000)

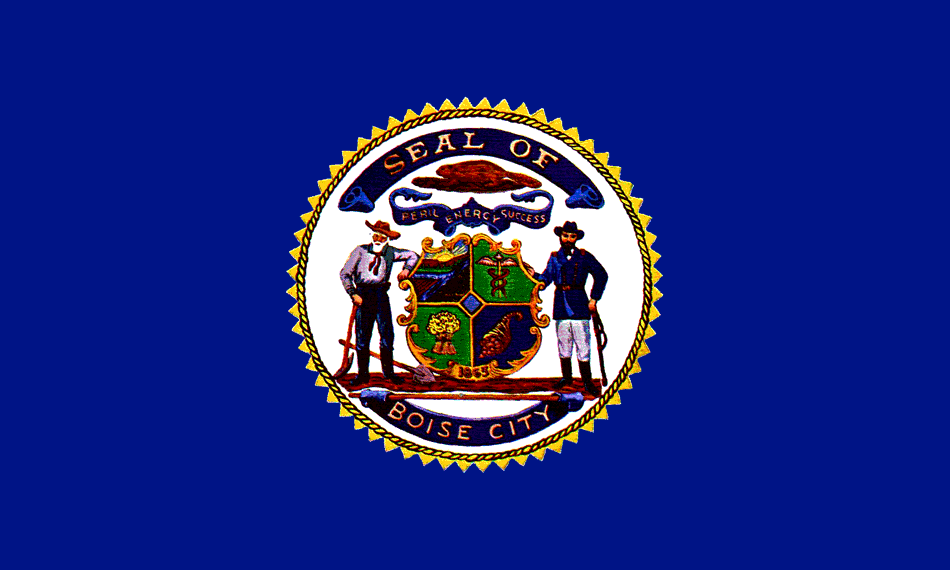
Boise (1972-2001)

Indianapolis (1915–1963)

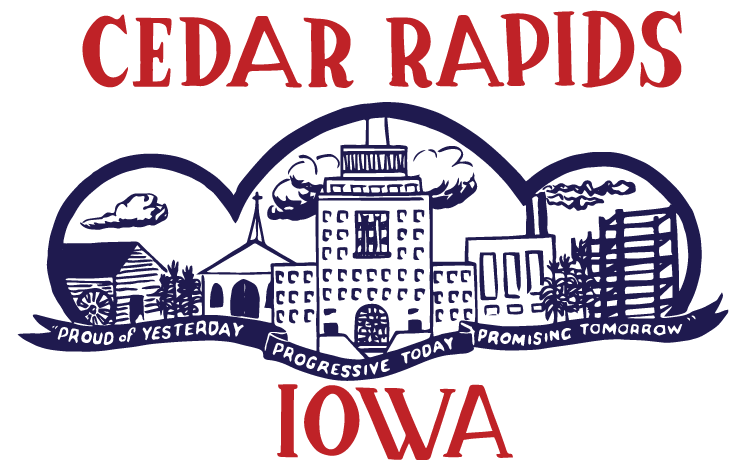
Cedar Rapids (1962-2021)

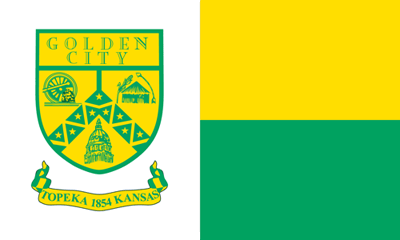
Topeka (1977-2019)

Louisville (1927-2003)

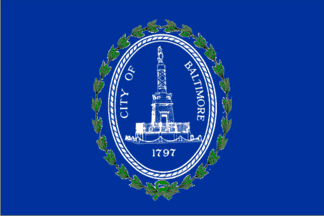
Baltimore (no oficial 1899-1915)

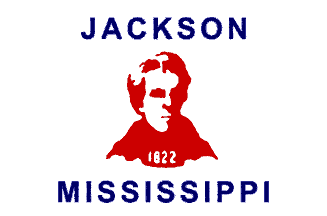
Jackson (no oficial 1978-1993)

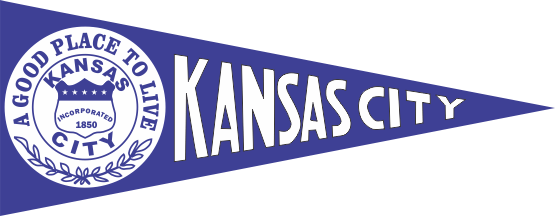
Kansas City (1913–1936)
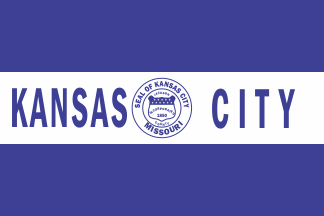
Kansas City (1936–1944)
Kansas City (1944–1972)
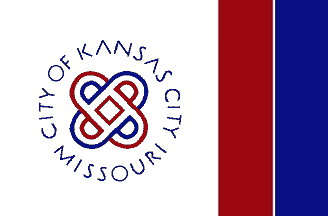
Kansas City (1972–1992)
Kansas City (1992-1995)
Kansas City (1995-2023)
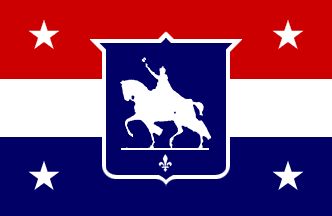
Saint Louis (1946–1964)

Las Vegas (fins 1968)
Reno (no oficial 1959-2018)

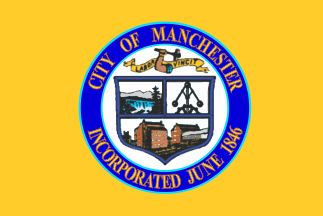
Manchester (1965–1996)

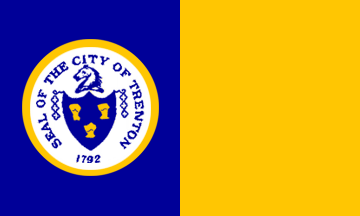
Trenton (no oficial fins 1985)

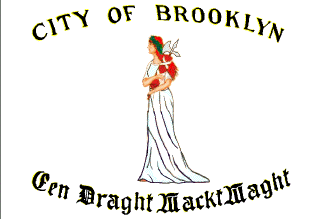
Brooklyn (1840-1898)
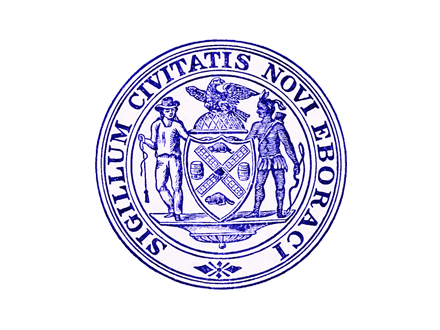
Nova York (no oficial 1825-1915)
Nova York (1915–1977)
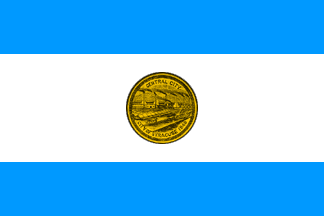
Syracuse (fins 1974)
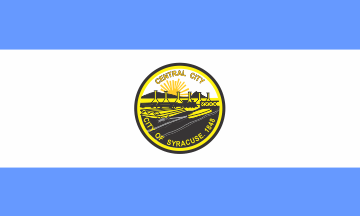
Syracuse (1974–1986)
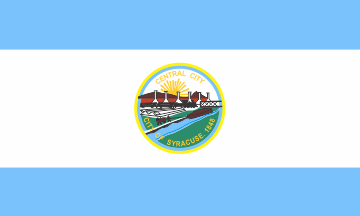
Syracuse (1986–2023)

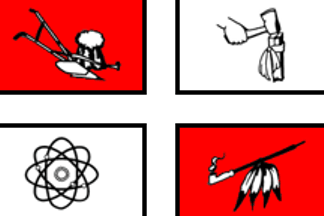
Oklahoma City (1965–1994)
Tulsa (1924-1941)
Tulsa (1941-1973)
Tulsa (1973-2018)

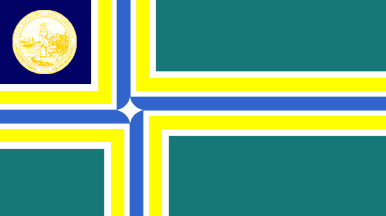
Portland (1970–2002)
Salem (1972-2022)

Chattanooga (1923–2012)
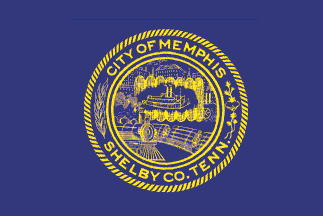
Memphis (1931–1963)
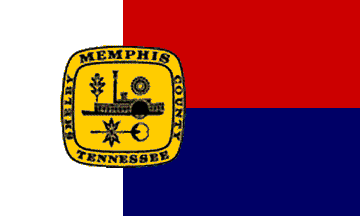
Memphis (1963–1969)
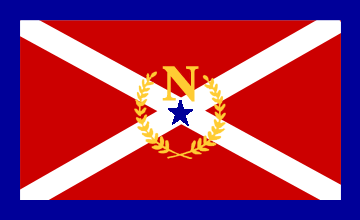
Nashville (1961–1964)

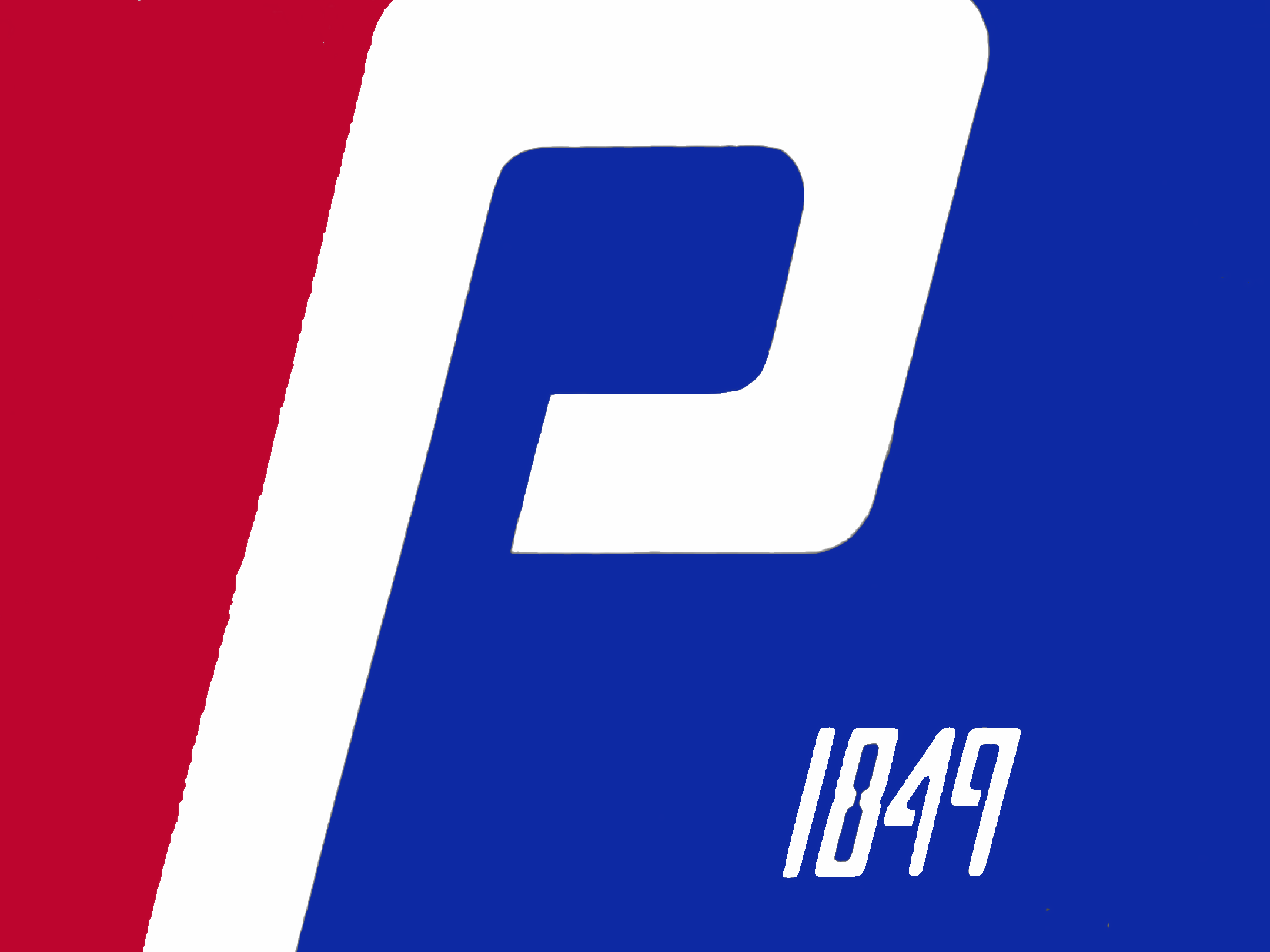
Provo (1976-1989)
Provo (1985–2015)
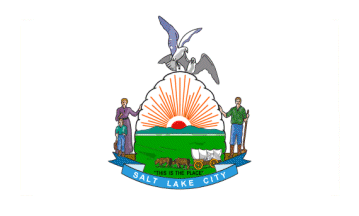
Salt Lake City (1969–2006)

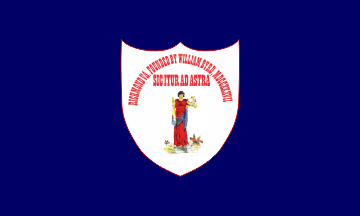
Richmond (1914–1993) (anvers)
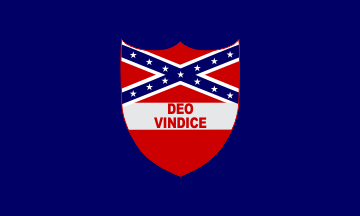
Richmond (1914–1993) (revers)

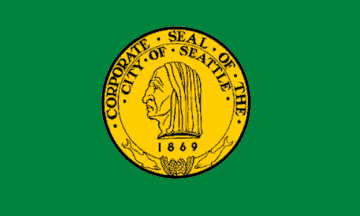
Seattle (no oficial 1943-1963)
Spokane (1912-1958)
Spokane (1975-2021)

Madison (1962-2018)

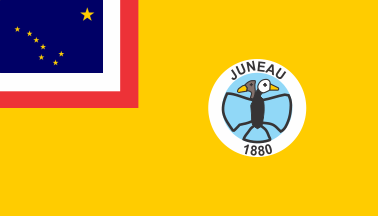
Juneau (fins a juliol 1970)

## Arizona

Buckeye
Chandler
Gilbert
Glendale
Goodyear
Mesa (2005-avui dia)
Peoria
Phoenix (capital)
Scottsdale
Surprise
Tempe (2017-avui dia)
Tucson

### Històriques

Mesa (no oficial fins al 2005)[4]
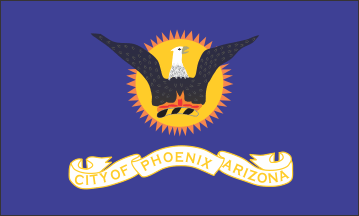
Phoenix (1921–1990)
Tempe (1987–2017)

## Arkansas

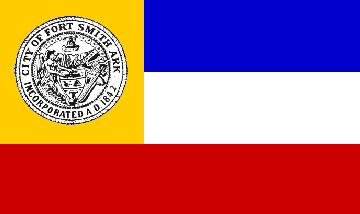
Fort Smith
Little Rock (capital)

## Califòrnia

Anaheim (2019-avui dia)
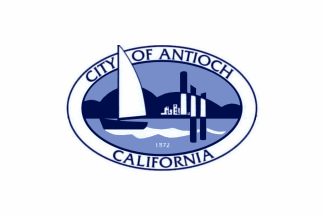
Antioch
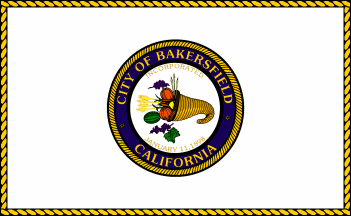
Bakersfield
Berkeley
Burbank
Carlsbad
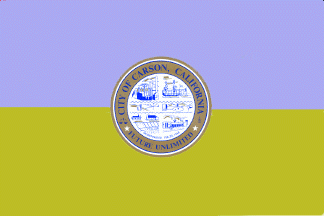
Carson
Chico
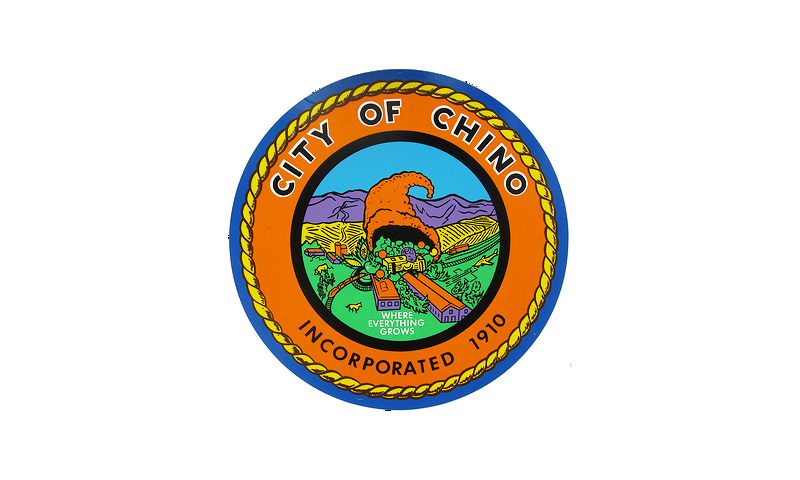
Chino
Chula Vista
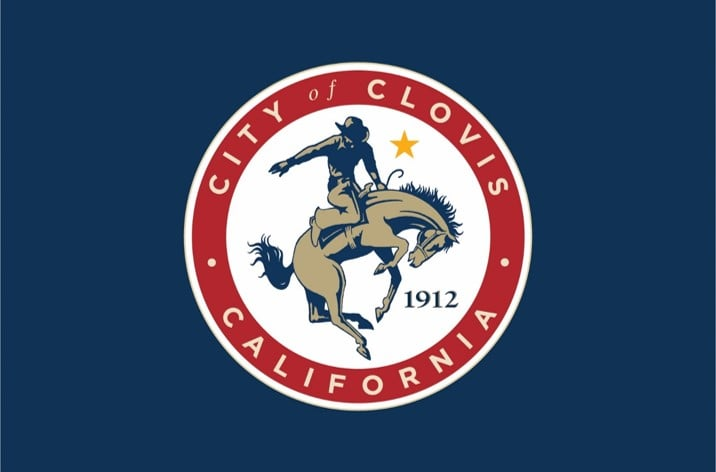
Clovis
Concord
Corona
Costa Mesa
Daly City
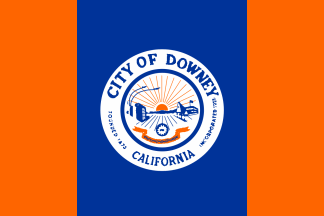
Downey
East Los Angeles
El Cajon
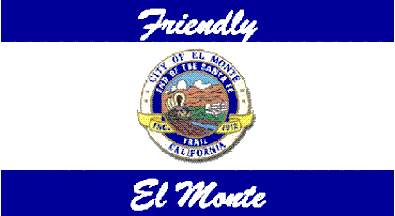
El Monte
Elk Grove
Escondido
Fairfield
Fontana
Fresno
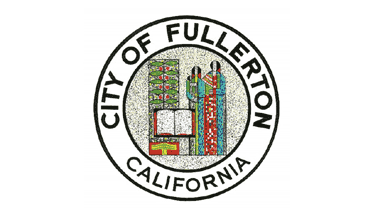
Fullerton
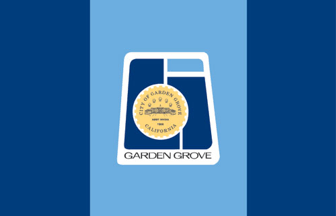
Garden Grove
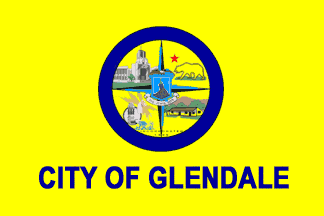
Glendale
Hayward
Hesperia
Huntington Beach
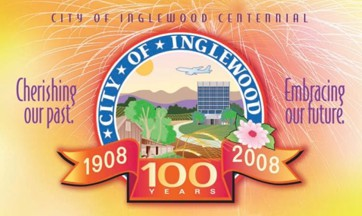
Inglewood
Irvine
Jurupa Valley
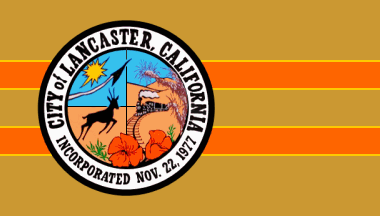
Lancaster
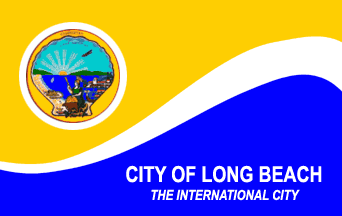
Long Beach
Los Angeles
Menifee
Merced
Modesto
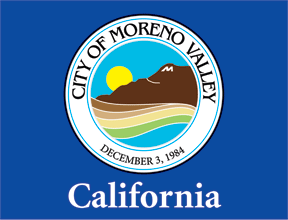
Moreno Valley
Murrieta
Oakland
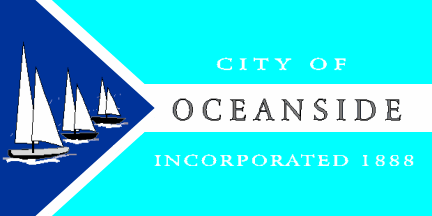
Oceanside
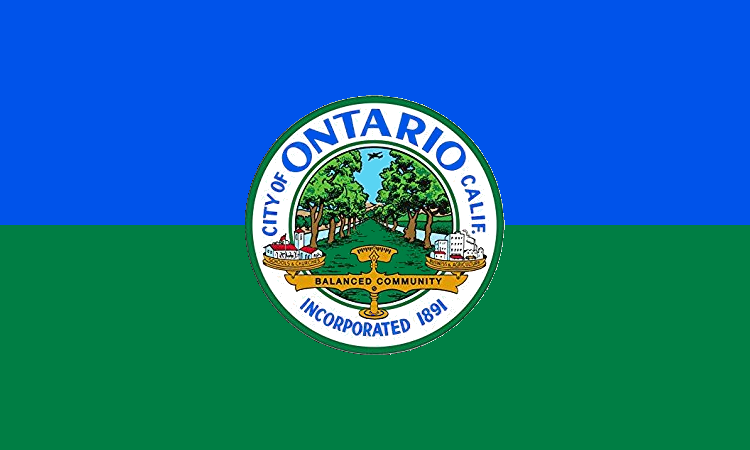
Ontario
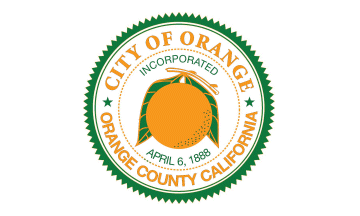
Orange
Oxnard
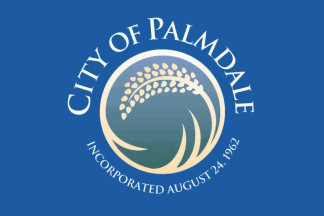
Palmdale
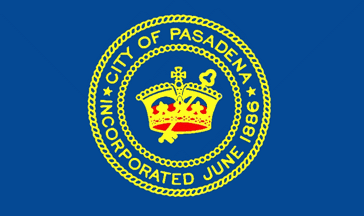
Pasadena
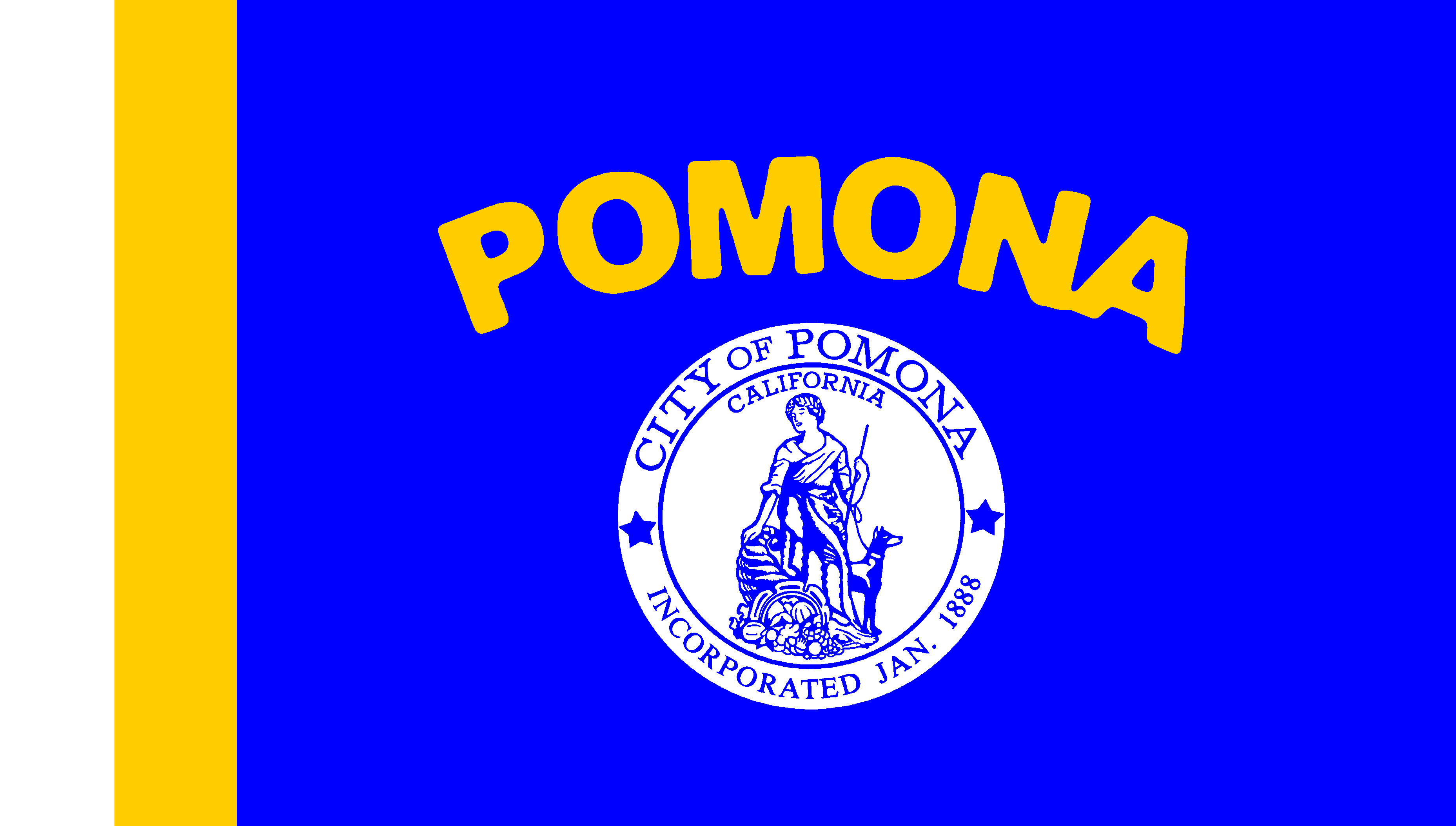
Pomona
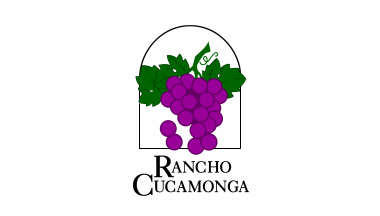
Rancho Cucamonga
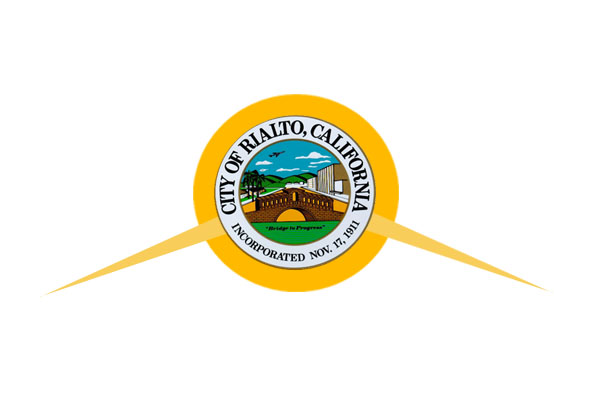
Rialto
Richmond
Riverside
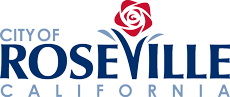
Roseville
Sacramento (capital)
Salinas
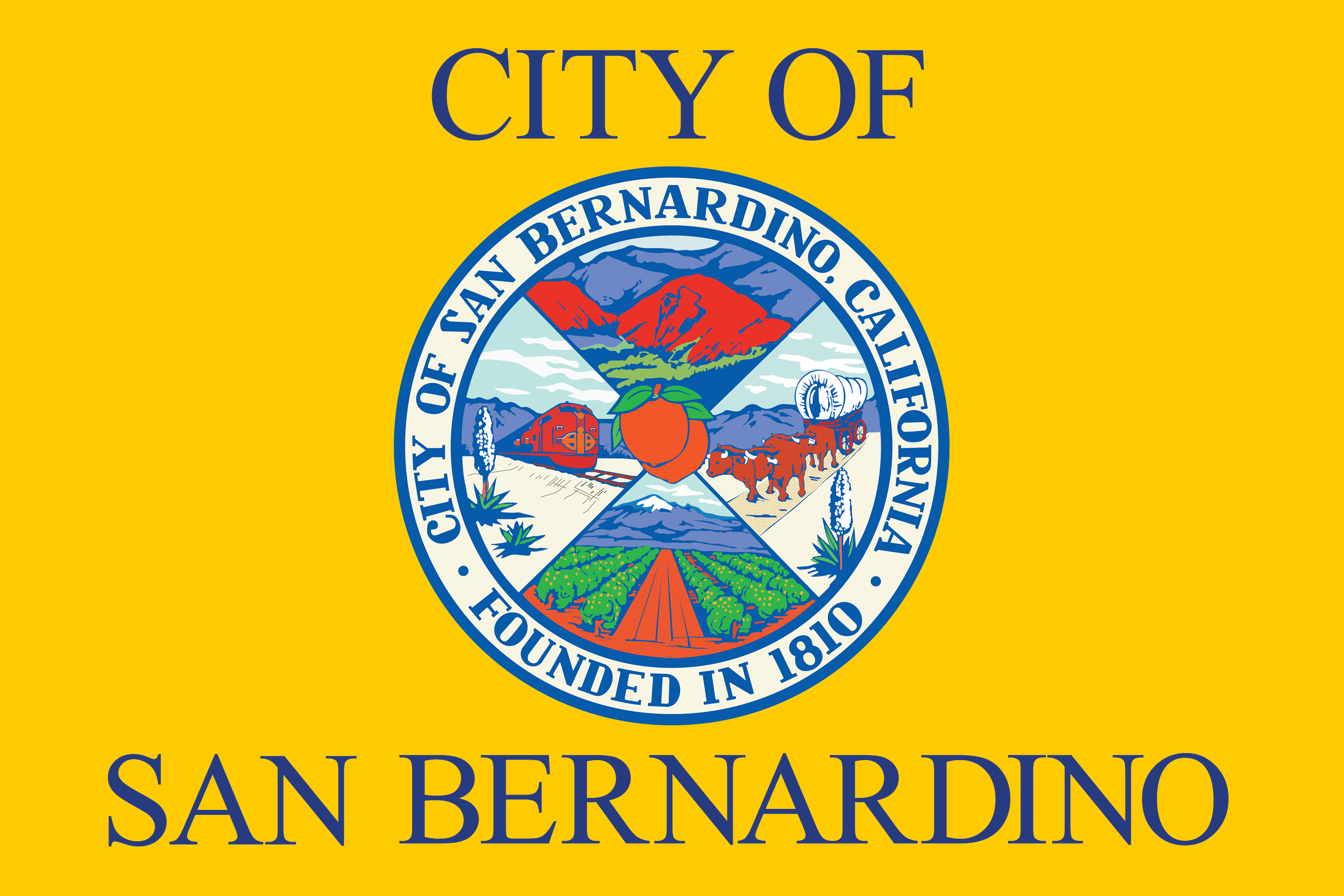
San Bernardino
San Diego
San Francisco (1940-avui dia)
San Jose (1984-avui dia)
San Mateo
Santa Ana
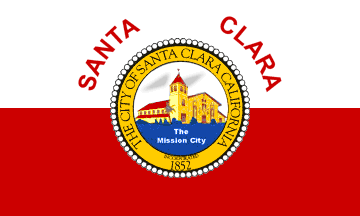
Santa Clara
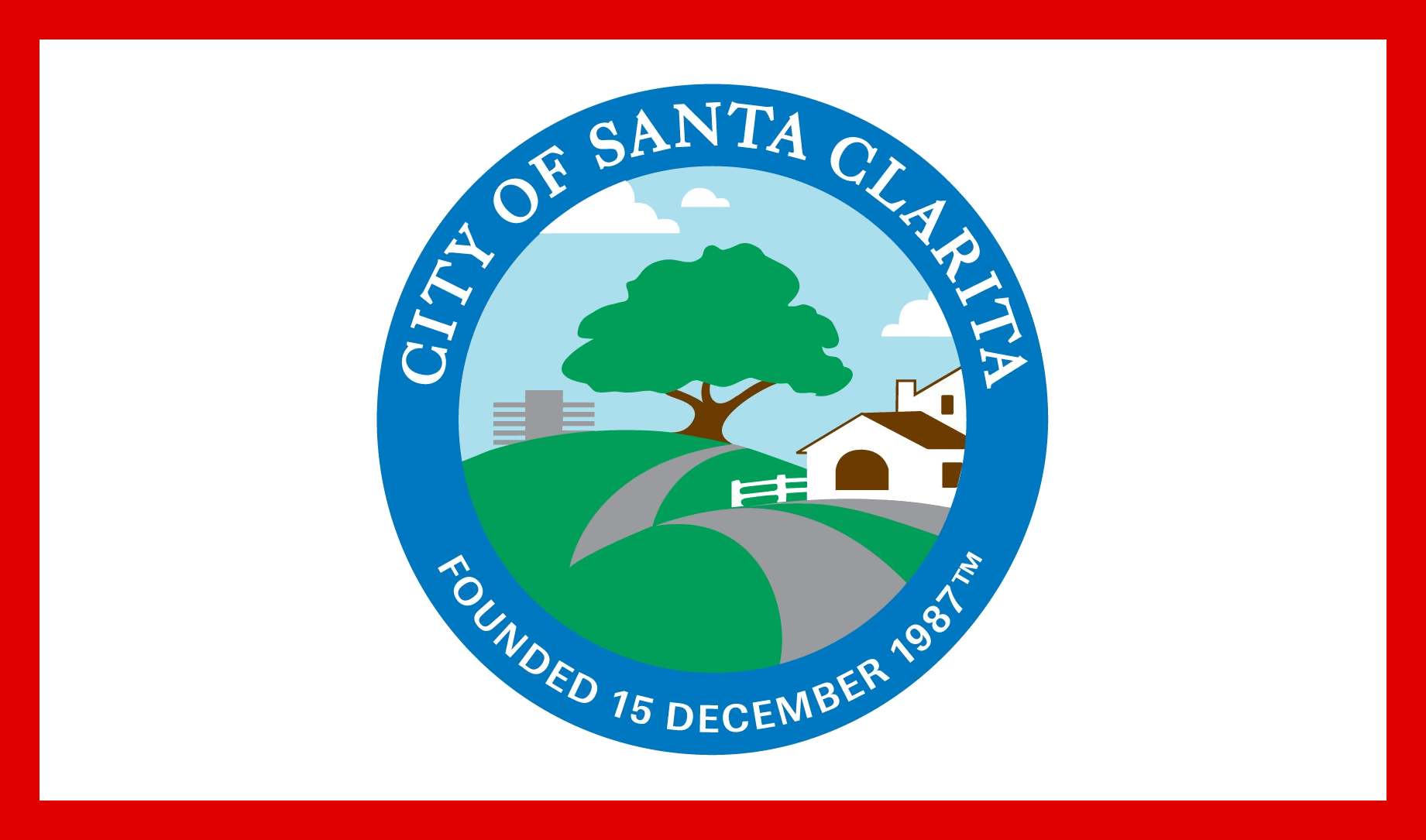
Santa Clarita
Santa Maria
Santa Rosa
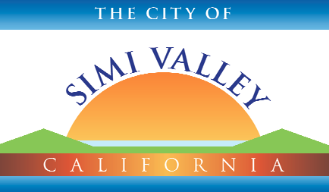
Simi Valley
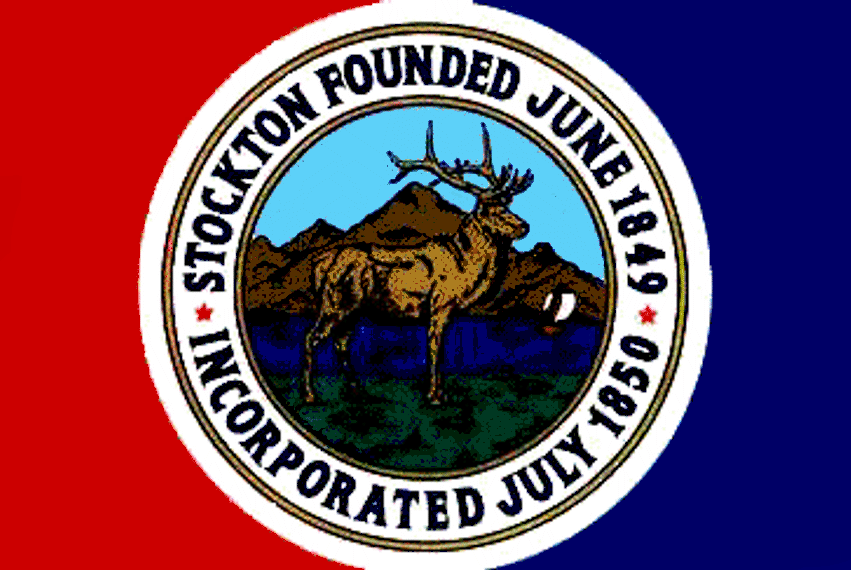
Stockton
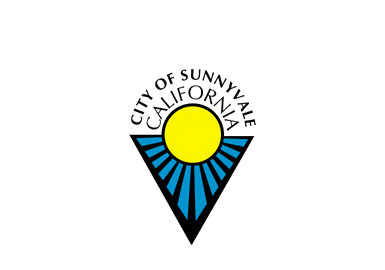
Sunnyvale
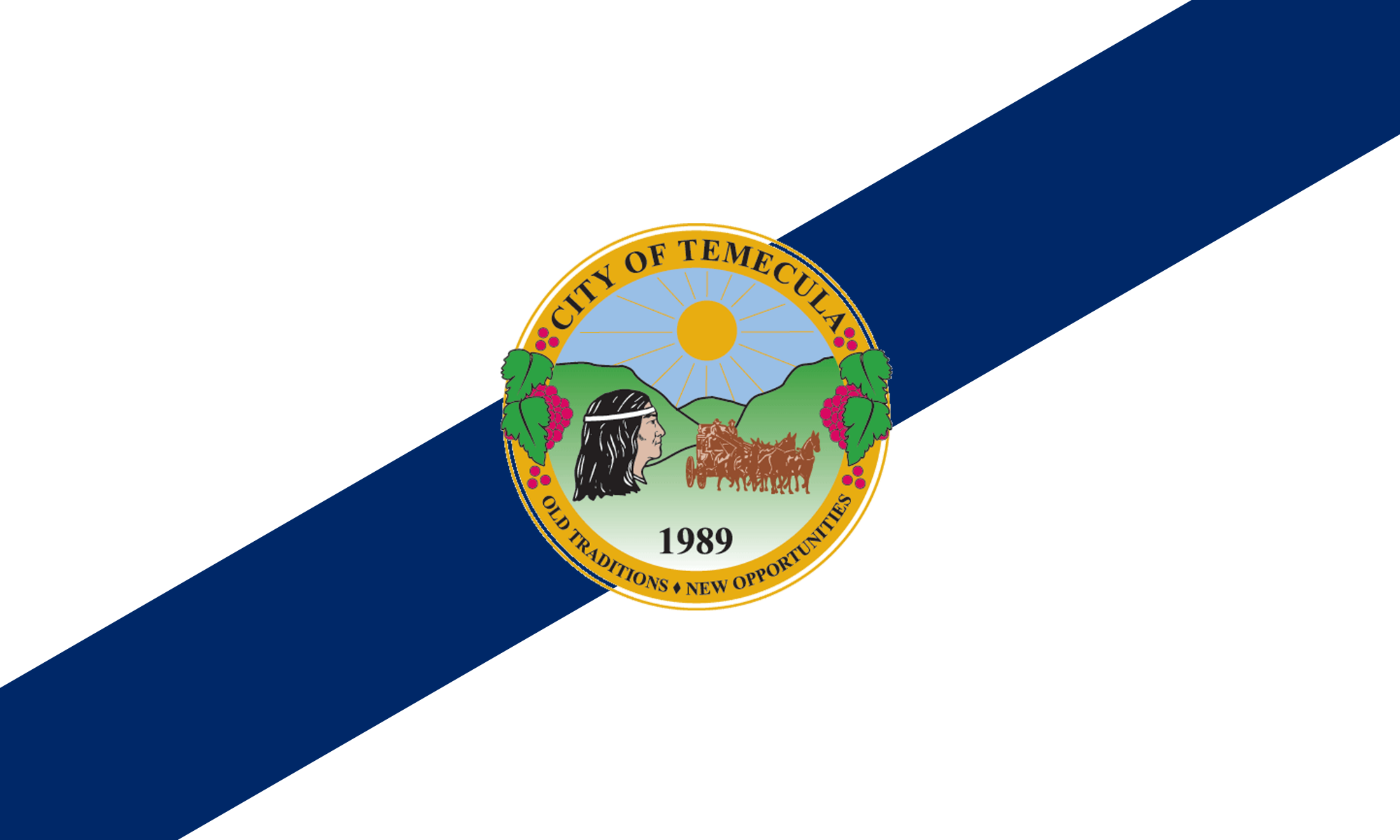
Temecula
Thousand Oaks
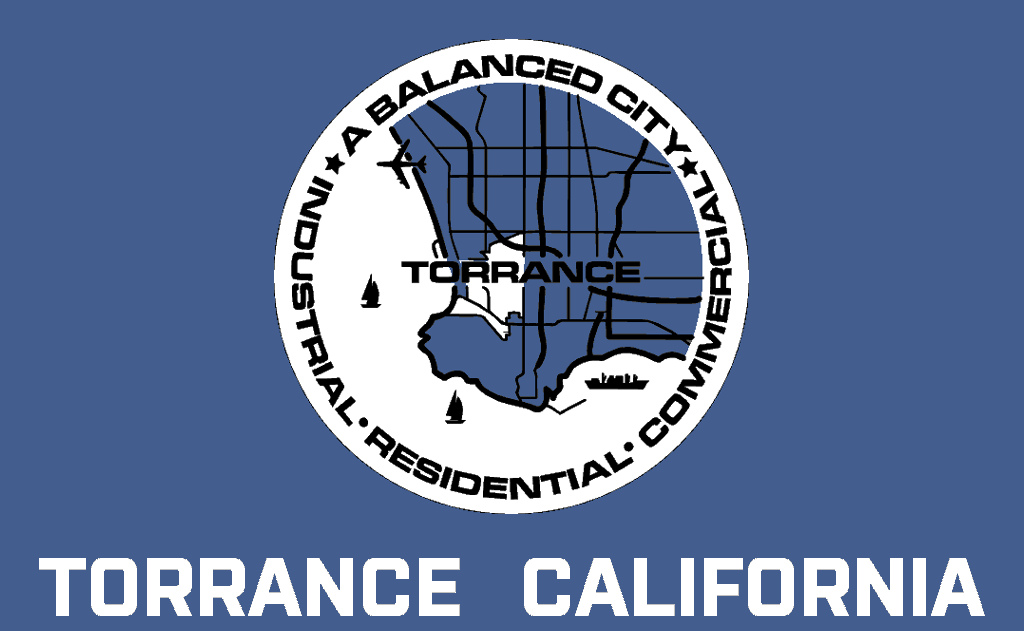
Torrance
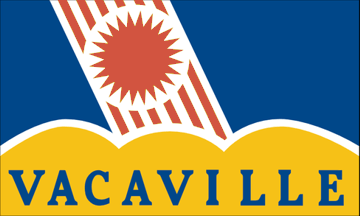
Vacaville
Vallejo
Ventura
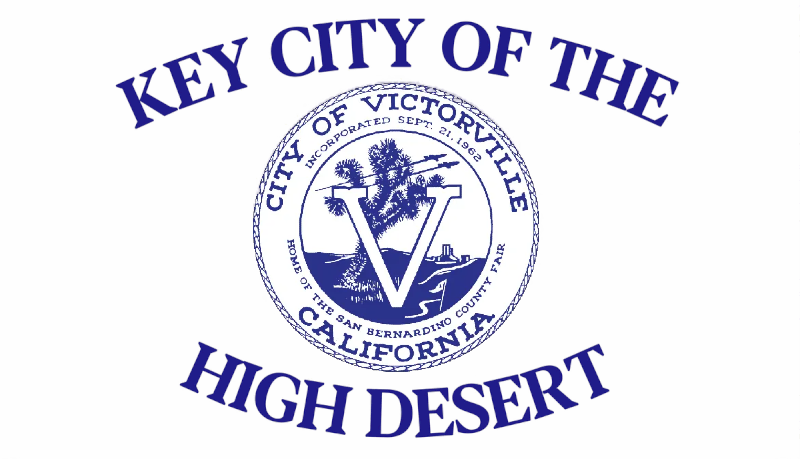
Victorville
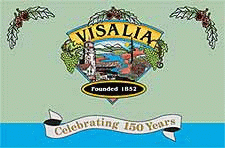
Visalia
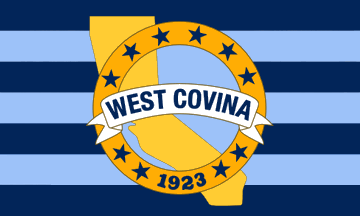
West Covina
West Hollywood (2014-avui dia)

### Històriques
- Anaheim (2018-2019)[6]
- Culver City (1940)[7]
- Redding (fins 2018)[8]
- Sacramento (1964–1989)[9]
- San Francisco (1899–1900)[10]
- San Francisco (1900–1940)[11]
- San José (1969–1984)[12]
- West Hollywood (fins 2014)[13]

## Carolina del Nord

Cary
Charlotte
Concord
Durham
Fayetteville
Greensboro
High Point
Raleigh (anvers)[14] (capital)
Raleigh (revers)[14]
Wilmington
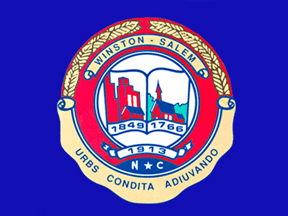
Winston-Salem

## Carolina del Sud

Charleston (1990-avui dia)
Columbia (capital)
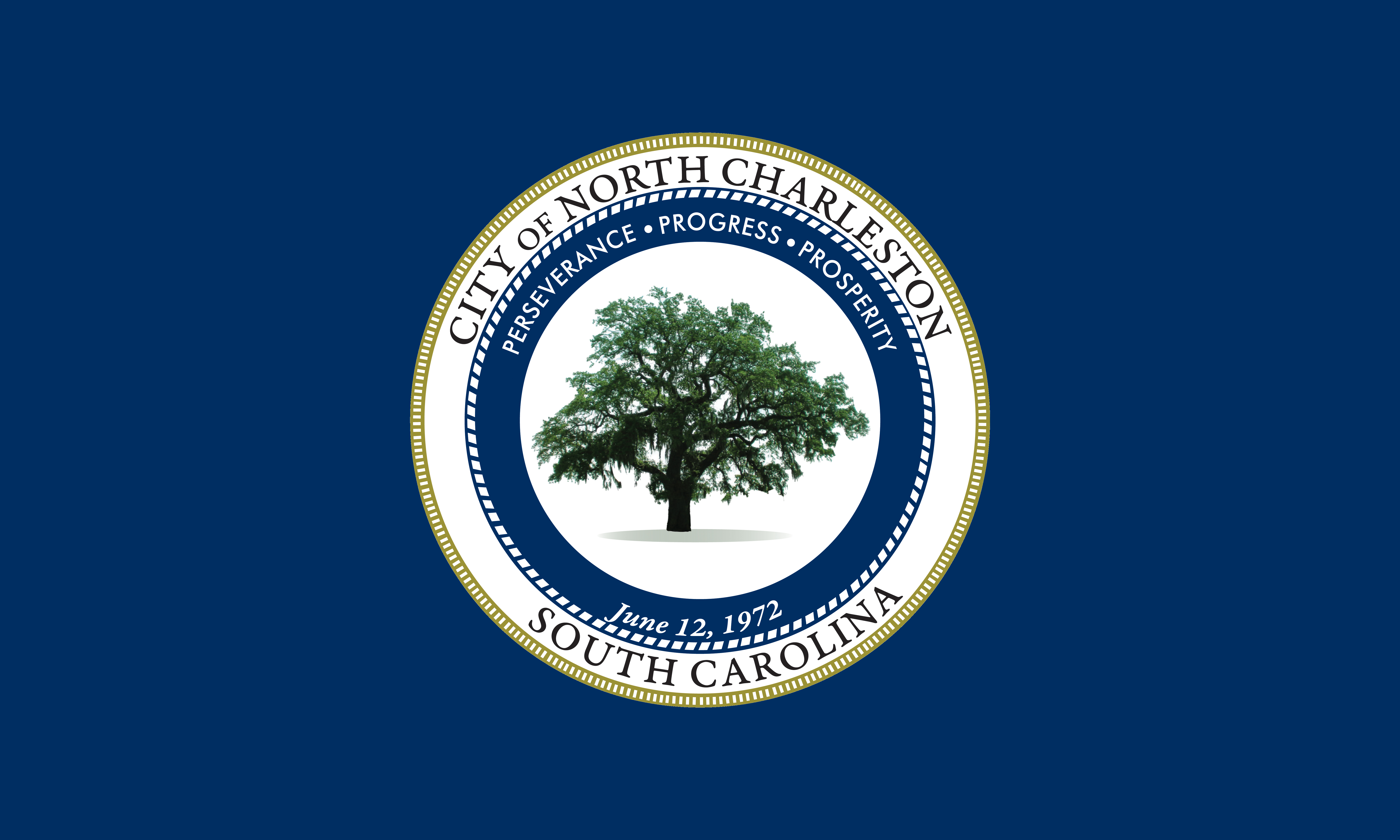
North Charleston (2009-avui dia)

### Històriques
- Charleston (1882–1952)[15]
- Charleston (1952–1990)[15]
- North Charleston (fins 2009)[16]

## Colorado

Arvada
Aurora
Boulder (proposta)
Centennial
Colorado Springs
Denver (capital)
Fort Collins
Greeley
Highlands Ranch
Lakewood
Pueblo
Thornton
Westminster

## Columbia, districte de

Washington DC

## Connecticut

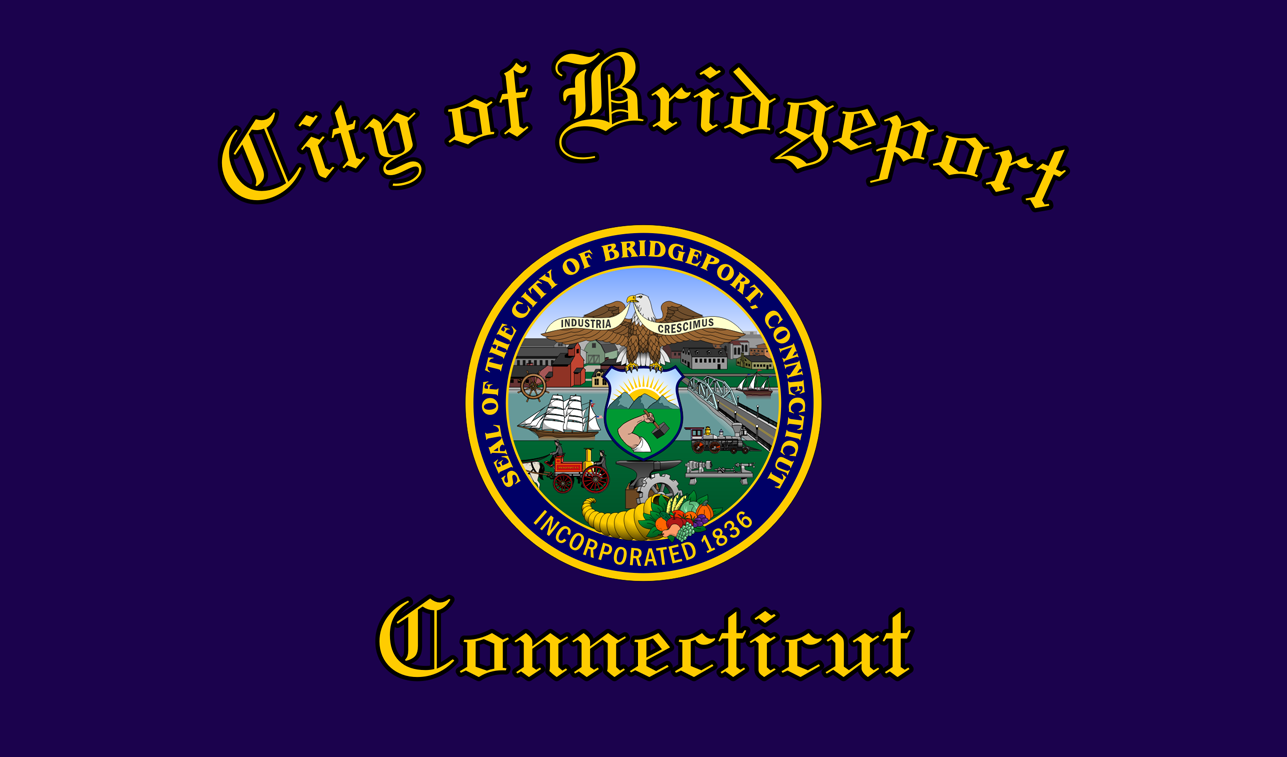
Bridgeport
Hartford (capital)
New Haven
Stamford
Waterbury

## Dakota del Nord

Bismarck (capital)
Fargo

## Dakota del Sud

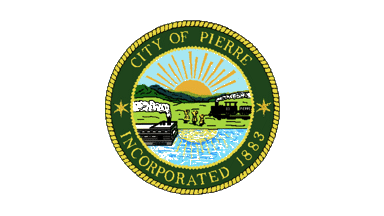
Pierre (capital)
Sioux Falls

## Delaware

Dover (capital)

## Florida

Brandon
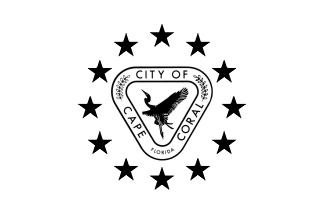
Cape Coral
Clearwater
Coral Springs
Davie
Fort Lauderdale
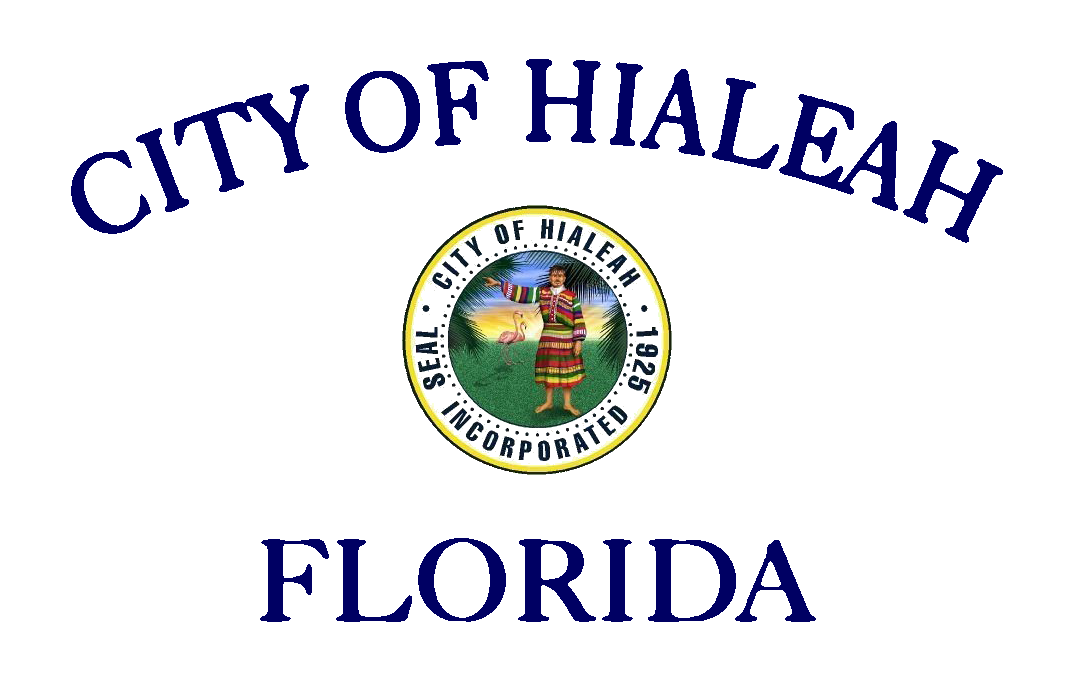
Hialeah
Hollywood
Jacksonville (1976-avui dia)
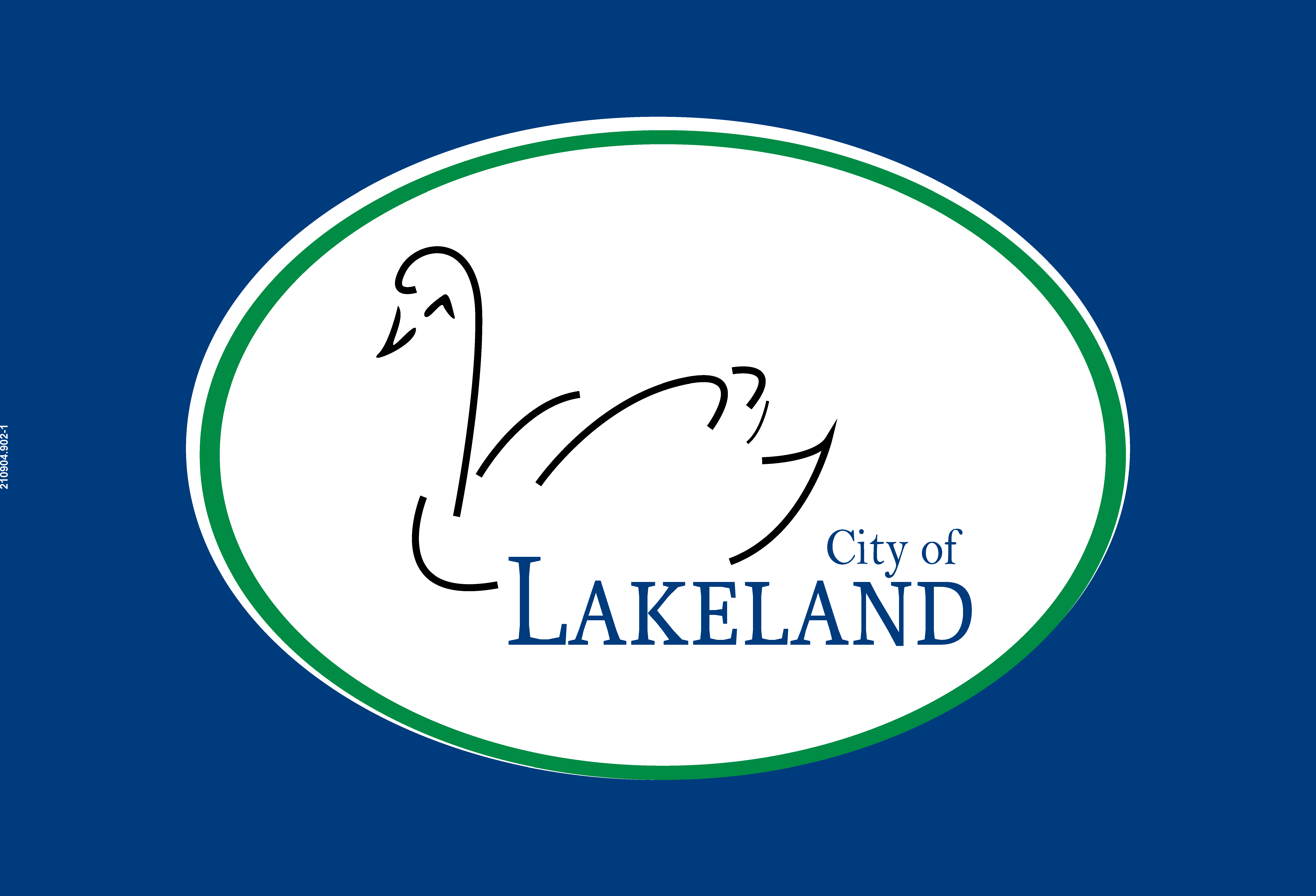
Lakeland
Lehigh Acres
Miami
Miami Gardens
Miramar
Orlando (2017-avui dia)
Palm Bay
Pembroke Pines
Pompano Beach
Port St. Lucie
Riverview
Saint Petersburg
Spring Hill
Tallahassee (capital)
Tampa
West Palm Beach

### Històriques
- Jacksonville (1914–1976)[17]
- Orlando (1980–2017)[18]

## Geòrgia

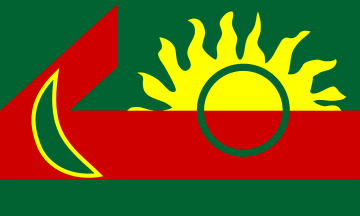
Athens
Atlanta (capital)
Augusta (2000-avui dia)
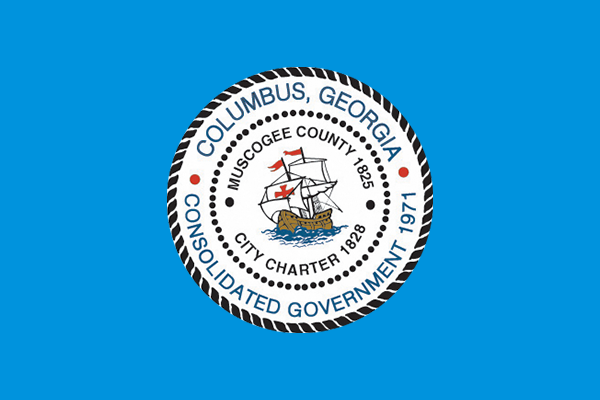
Columbus
Macon
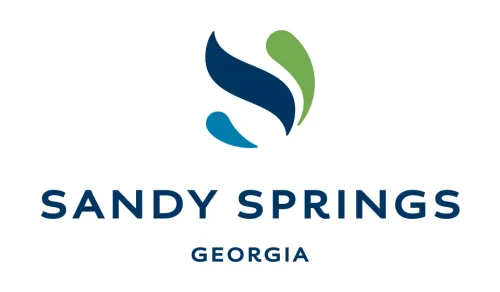
Sandy Springs
Savannah
South Fulton

### Històriques
- Augusta (1939–1985)[19]
- Augusta (1986–2000)[19]

## Hawaii

Honolulu (capital)

## Idaho

Boise (capital)
Meridian
Nampa

### Històriques
- Boise (1972-2001)[20]

## Illinois

Aurora
Chicago (1939-avui dia)
Elgin
Joliet
Naperville
Peoria
Rockford
Springfield (capital)

## Indiana

Carmel
Evansville
Fishers
Fort Wayne
Indianapolis (capital) (1963-avui dia)
South Bend

### Històriques
- Indianapolis (1915–1963)[21]

## Iowa

Cedar Rapids (2021-avui dia)
Davenport
Des Moines (capital) (1974-2009 i 2019-avui dia)[22]

### Històriques
- Cedar Rapids (1962-2021)[23]

## Kansas

Kansas City
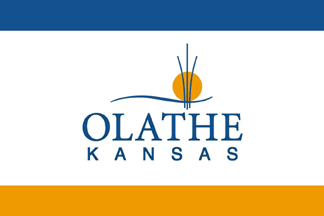
Olathe
Overland Park
Topeka (capital) (2019-avui dia)
Wichita

### Històriques
- Topeka (1977-2019)[24]

## Kentucky

Frankfort (capital)
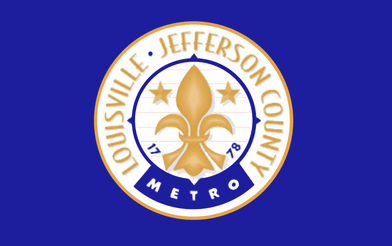
Louisville (2003-avui dia)

### Històriques
- Louisville (1927-2003)[25]

## Louisiana

Baton Rouge (capital)
Lafayette
Metairie
New Orleans
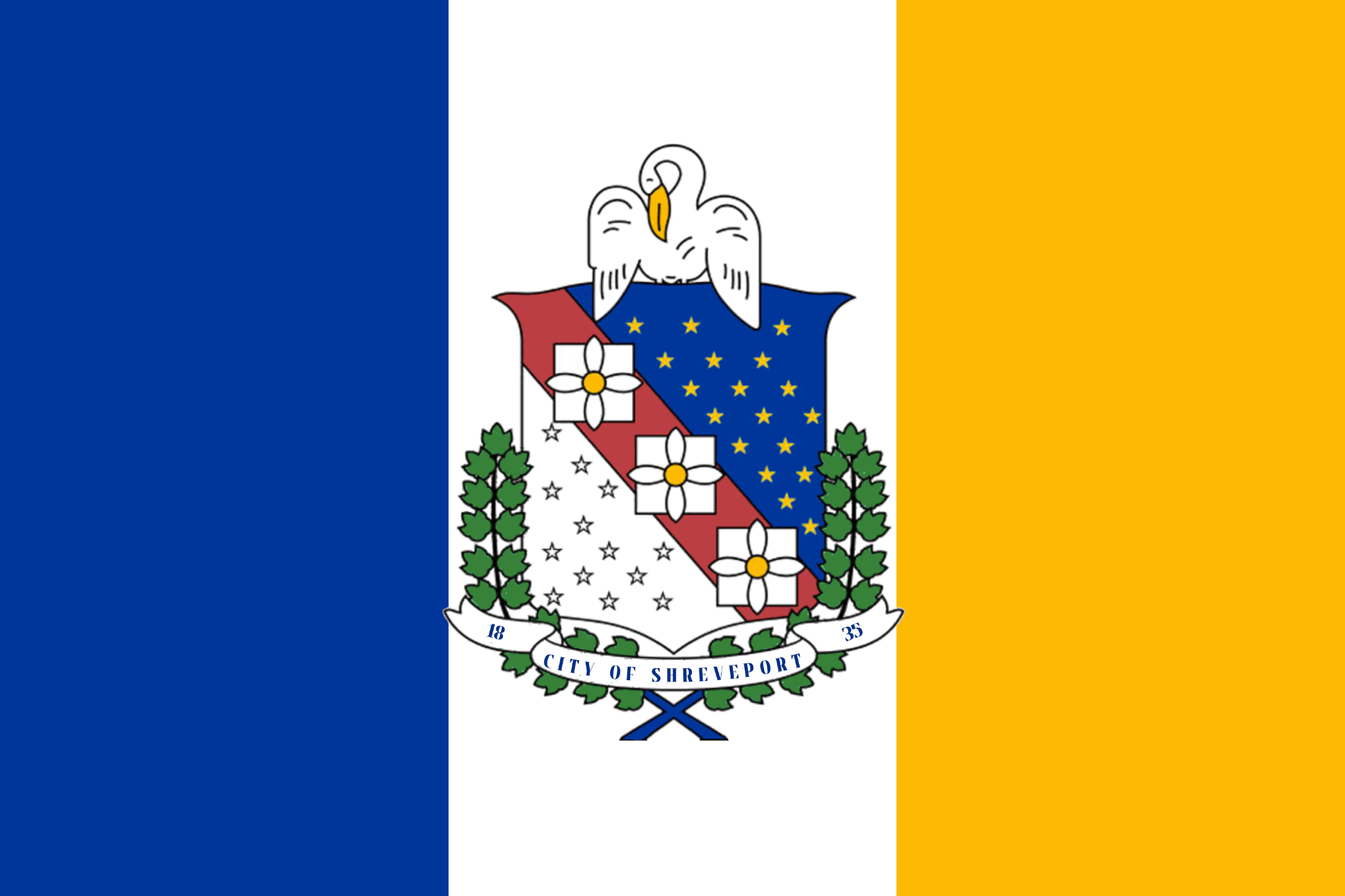
Shreveport

## Maine

Augusta (capital)

## Maryland

Annapolis (capital)
Baltimore (1915-avui dia)
Columbia

### Històriques
- Baltimore (no oficial 1899-1915)[26]

## Massachusetts

Boston (capital)
Brockton
Cambridge
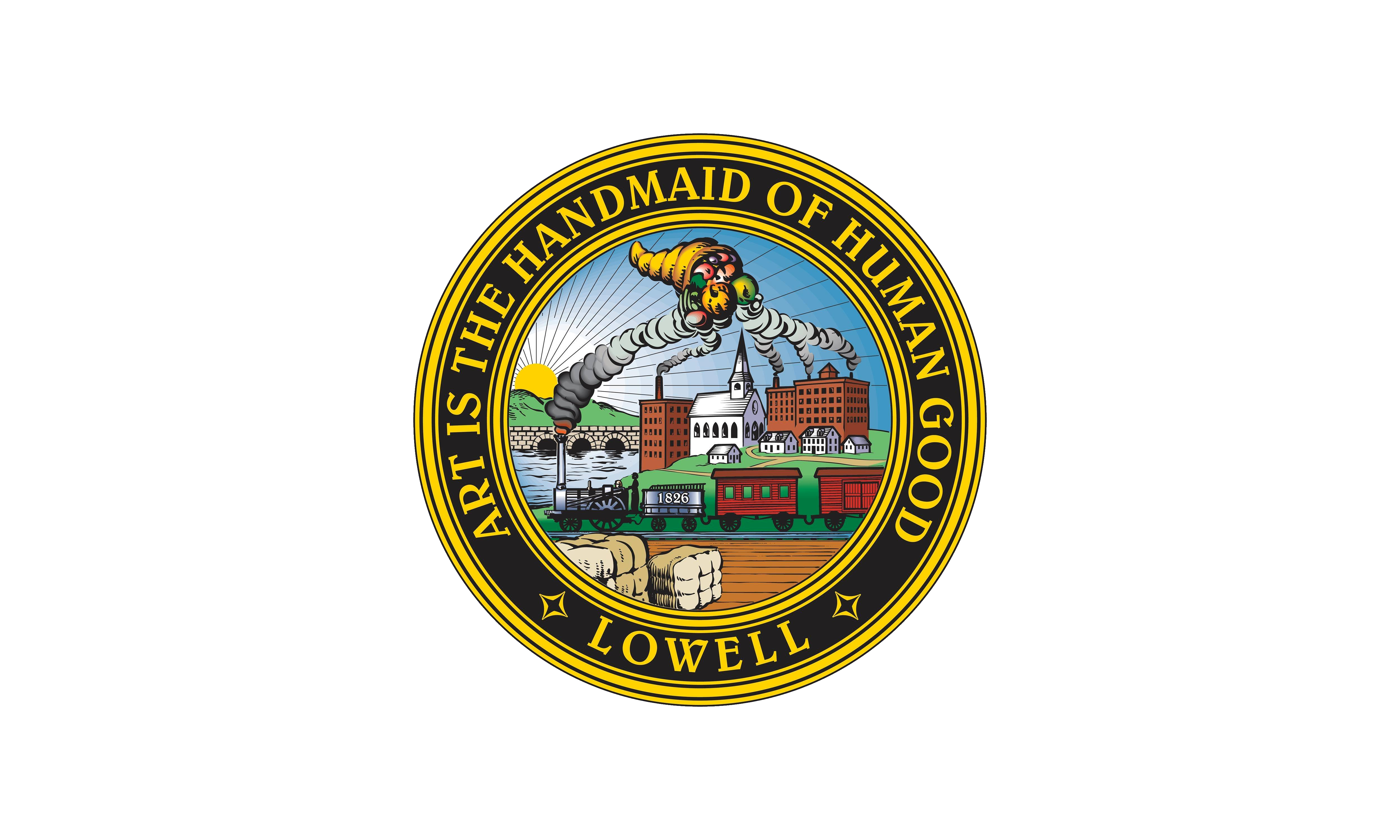
Lowell
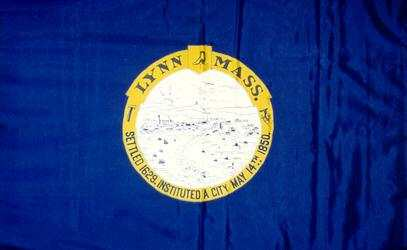
Lynn
New Bedford
Quincy
Springfield
Worcester

## Michigan

Ann Arbor
Dearborn
Detroit (2000-avui dia)
Grand Rapids
Lansing (capital)
Sterling Heights
Warren

### Històriques

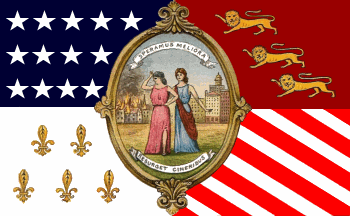
Detroit (1948–1972).
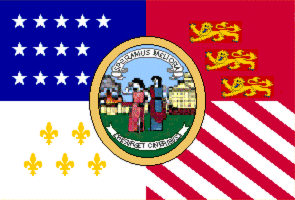
Detroit (1972–1976).
Detroit (1976-2000).
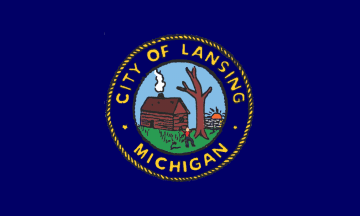
Lansing (1969–1994)

## Minnesota

Minneapolis
Rochester
Saint Paul (capital)

## Mississippi

Jackson (capital)

### Històriques
- Jackson (no oficial 1978-1993)[30]

## Missouri

Columbia
Independence
Jefferson City (capital)
Kansas City
Lee's Summit
Saint Louis
Springfield

### Històriques
- Kansas City (1913–1936)[31]
- Kansas City (1936–1944)[31]
- Kansas City (1944–1972)[31]
- Kansas City (1972–1992)[31]
- Kansas City (1992-1995)[31]
- Kansas City (1995-2023)[31]
- Saint Louis (1946–1964)[32]

## Montana

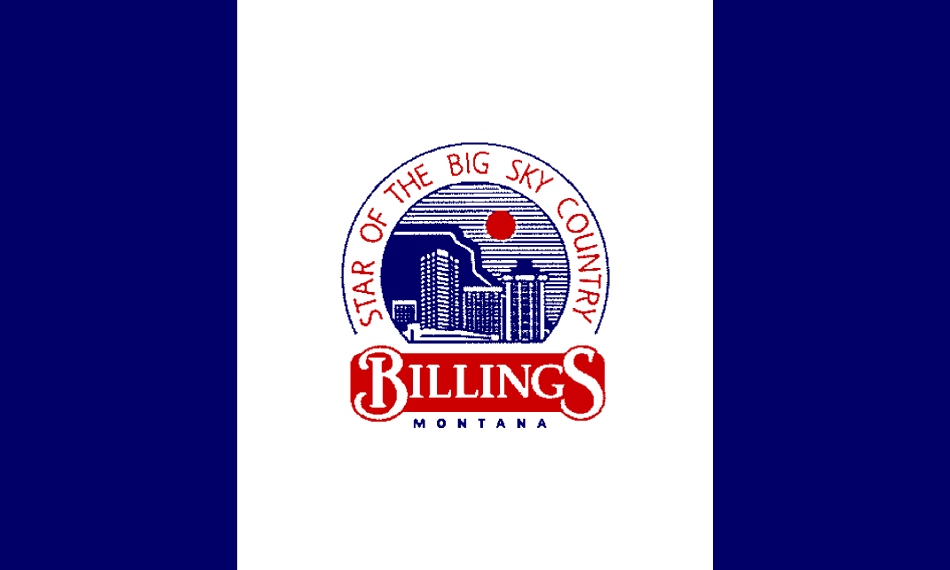
Billings
Helena (capital)

## Nebraska

Lincoln (capital)
Omaha

## Nevada

Carson City (capital)
Enterprise
Henderson
Las Vegas (1968-avui dia)
North Las Vegas
Paradise
Reno (2018-avui dia)
Sparks
Spring Valley
Sunrise Manor

### Històriques
- Las Vegas (fins 1968)[33]
- Reno (no oficial 1959-2018)[34]

## Nou Hampshire

### Històriques
- Manchester (1965–1996)[35]

## Nou Mèxic

Albuquerque
Las Cruces
Rio Rancho
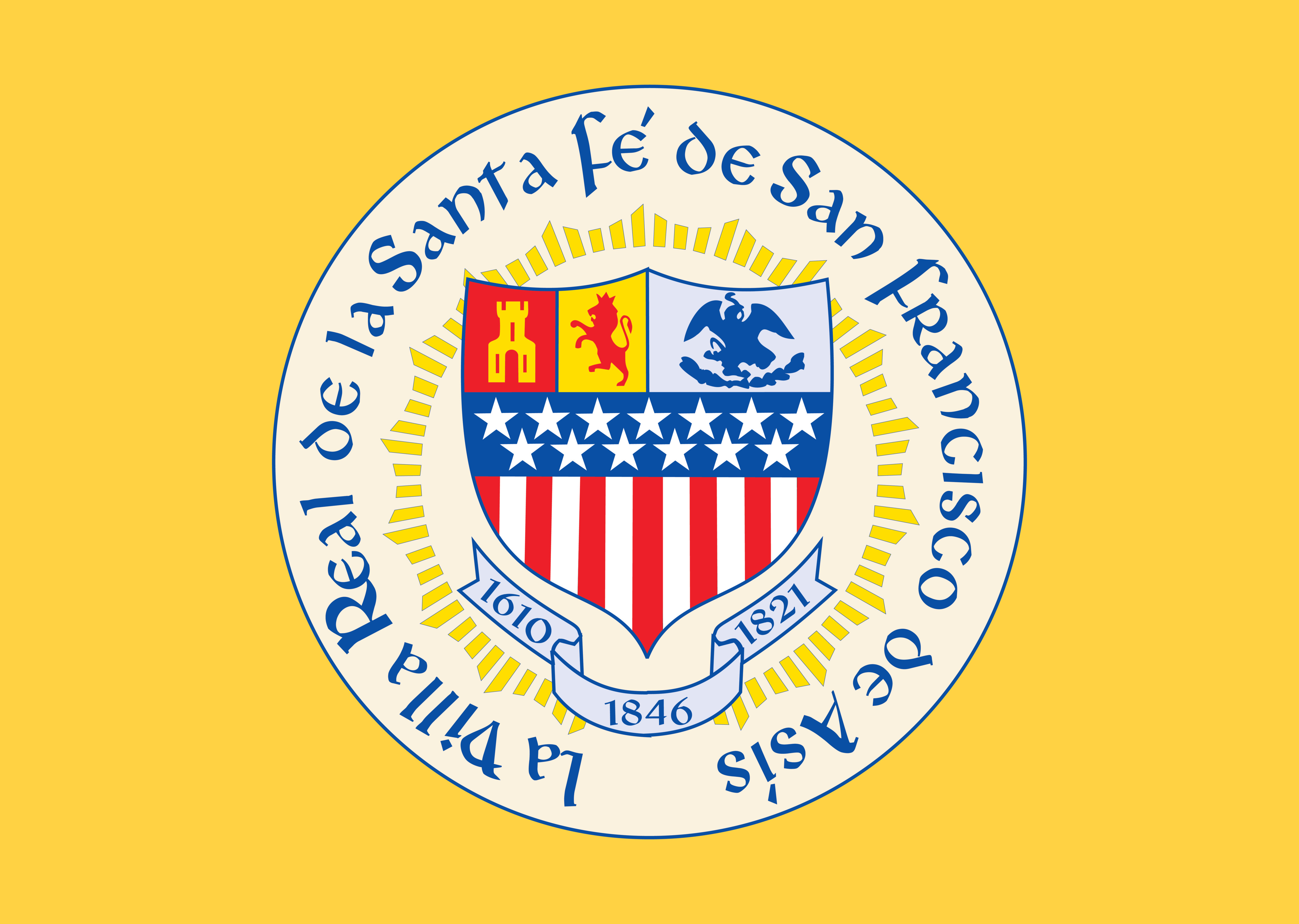
Santa Fe (capital)

## Nova Jersey

Edison
Elizabeth
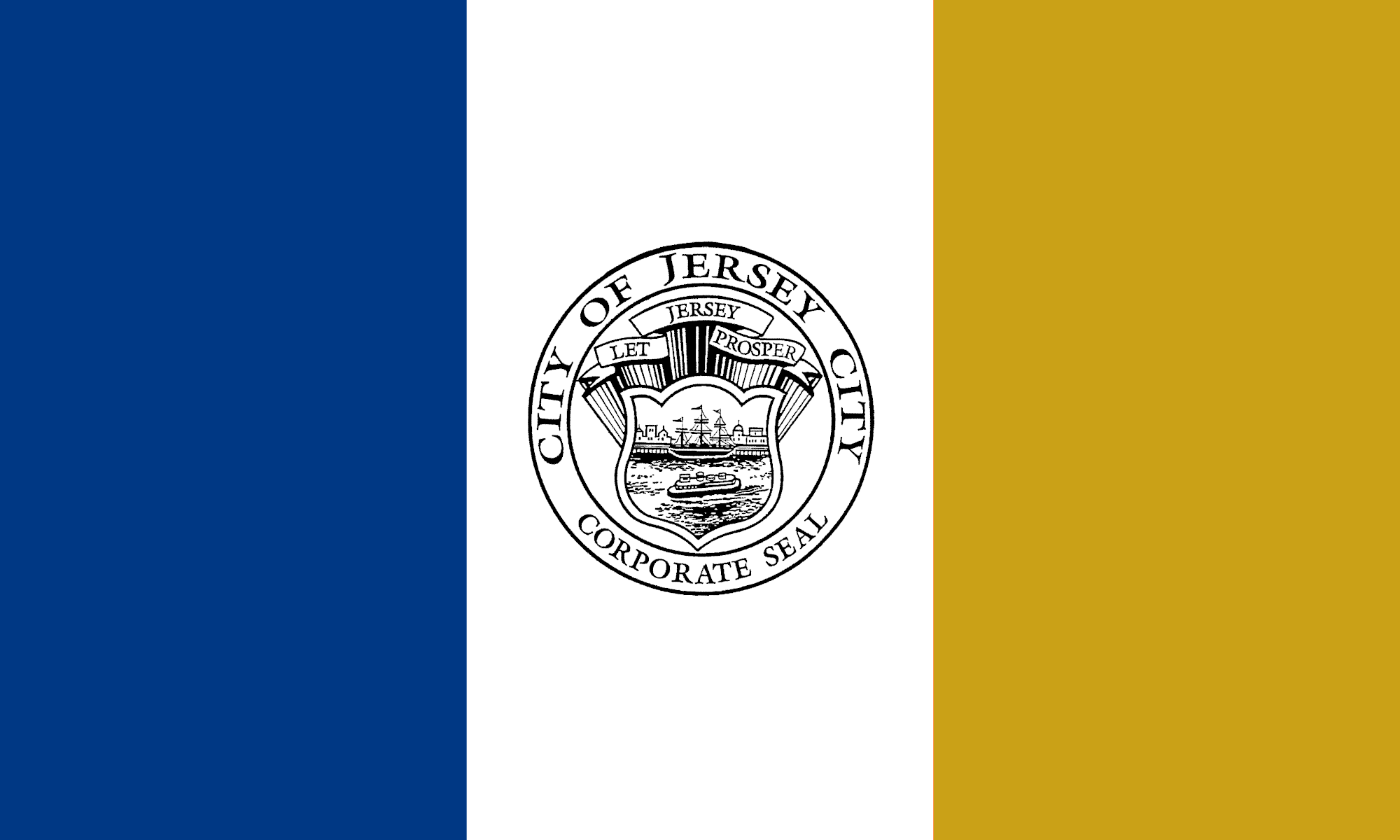
Jersey City
Lakewood
Paterson
Trenton (capital, des del 1985)
Woodbridge

### Històriques
- Trenton (no oficial fins 1985)[36]

## Nova York

Albany (capital)
Buffalo
Nova York (1977-avui dia)
Rochester
Syracuse
Yonkers

### Històriques
- Brooklyn (1840-1898)[37]
- Nova York (no oficial 1825-1915)[38]
- Nova York (1915–1977)[38]
- Syracuse (fins 1974)[39]
- Syracuse (1974–1986)[39]
- Syracuse (1986–2023)[39]

## Ohio

center|Akron (2009-avui dia)
Cincinnati
Cleveland
Columbus (capital) (1975-avui dia)
Dayton
Germantown (2014-avui dia)
Toledo (1994-avui dia)

### Historical

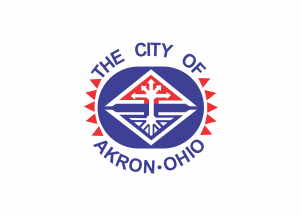
Akron (1965–1996)
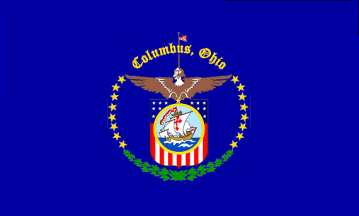
Columbus (1912–1929)
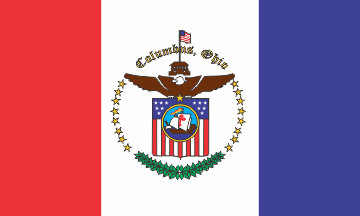
Columbus (1965–1975)
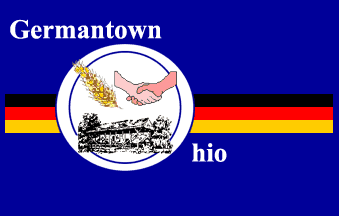
Germantown (2000–2014)
Toledo (1909–1994)[42]

## Oklahoma

Broken Arrow
Norman
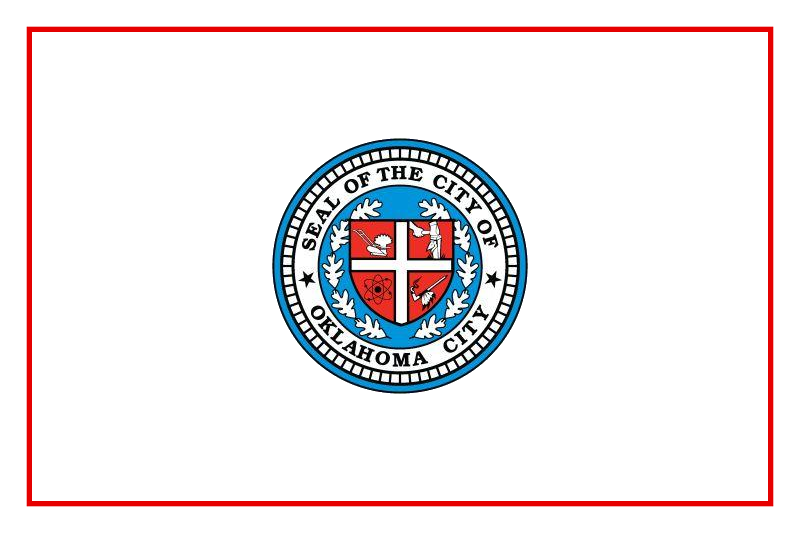
Oklahoma City (capital) (1994-avui dia)
Tulsa (2018-avui dia)

### Històriques
- Oklahoma City (1965–1994)[43]
- Tulsa (1924-1941)[44]
- Tulsa (1941-1973)[44]
- Tulsa (1973-2018)[44]

## Oregon

Bend
Eugene
Gresham
Hillsboro
Portland (2002-avui dia)
Salem (capital) (2022-avui dia)

### Històriques
- Portland (1970–2002)[45]
- Salem (1972-2022)[46]

## Pennsilvània

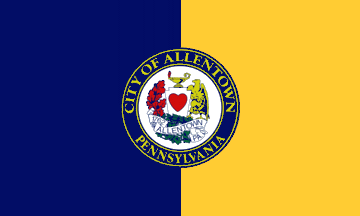
Allentown
Filadèlfia
Pittsburgh

## Rhode Island

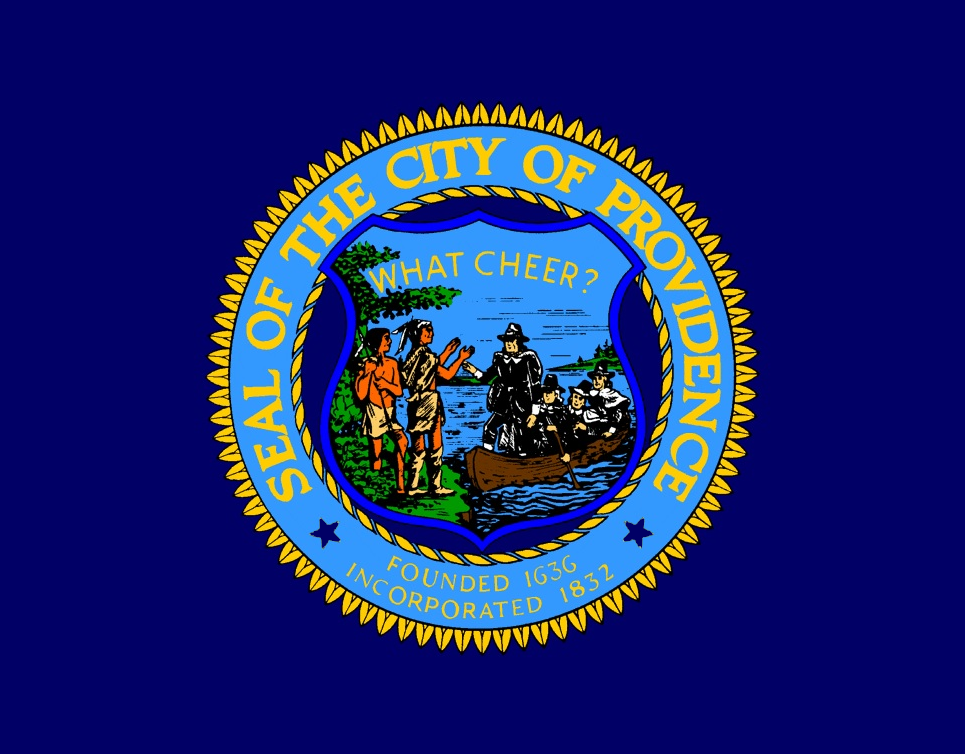
Providence (capital)

## Tennessee

Chattanooga
Clarksville
Knoxville
Memphis
Murfreesboro
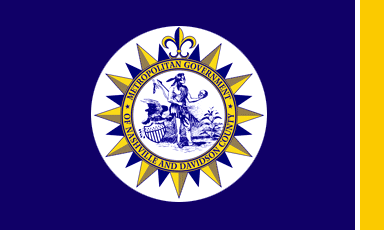
Nashville (capital)

### Històriques
- Chattanooga (1923–2012)[47]
- Memphis (1931–1963)[48]
- Memphis (1963–1969)[48]
- Nashville (1961–1964)[49]

## Texas

Abilene
Allen
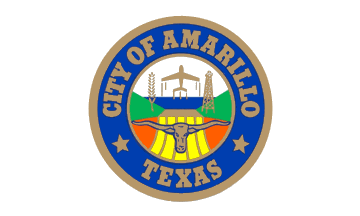
Amarillo
Arlington (2008-avui dia)
Austin (capital)
Beaumont
Brownsville
Carrollton (2016-avui dia)
College Station
Conroe
Corpus Christi
Dallas (1967-avui dia)
Denton
Edinburg
El Paso (1962-avui dia)
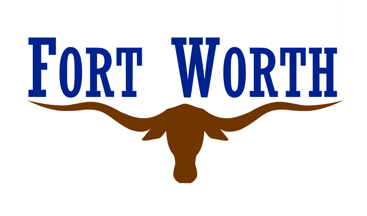
Fort Worth (2004-avui dia)
Frisco
Garland
Grand Prairie
Houston
Irving
Killeen
Laredo
League City
Lewisville
Lubbock
McAllen
McKinney
Mesquite
Midland
New Braunfels
Pasadena
Pearland
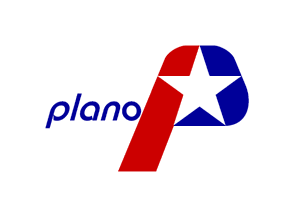
Plano
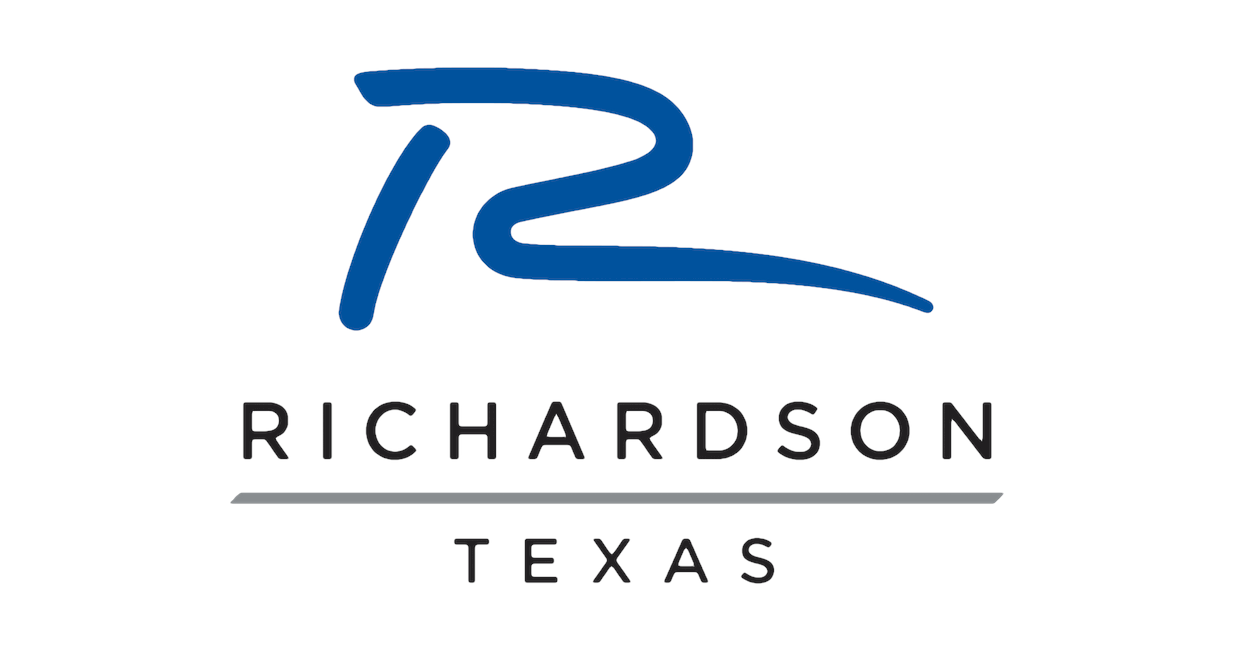
Richardson (2022-avui dia)
Round Rock
San Antonio (1992-avui dia)
Sugar Land
The Woodlands
Tyler
Waco
Wichita Falls

### Històriques

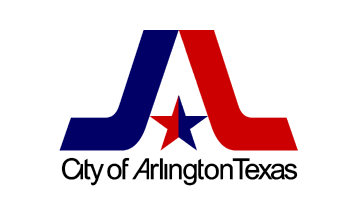
Arlington (fins 2008)
Carrollton (fins 2016)[50]
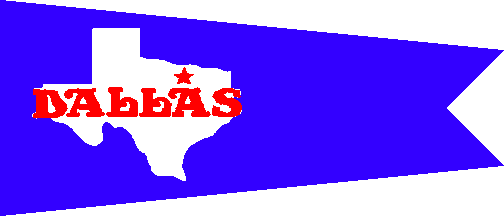
Dallas (1916–1954)
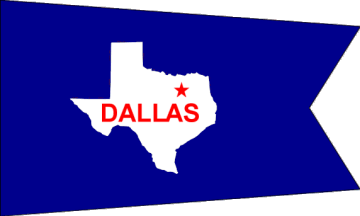
Dallas (1954–1967)
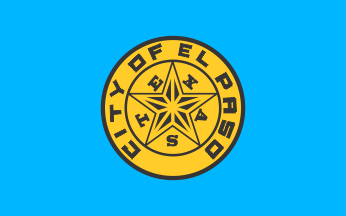
El Paso (1948–1962)
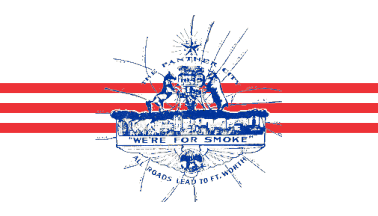
Fort Worth (1912–1968)
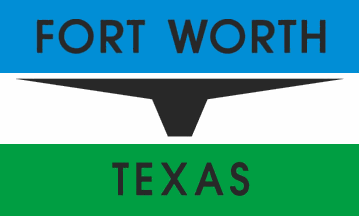
Fort Worth (1968–2004)
Richardson (fins 2022)[54]
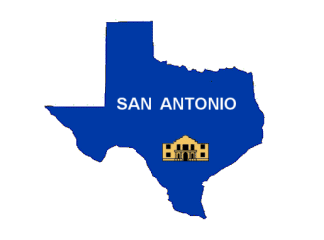
San Antonio (1917–1976)
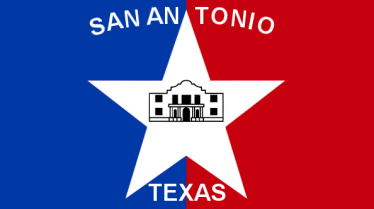
San Antonio (1976–1992)

## Utah

Provo (2015-avui dia)
Salt Lake City (capital) (2020-avui dia)
St. George
West Jordan
West Valley City

### Històriques
- Provo (1976-1989)[56]
- Provo (1985–2015)[57][58]
- Salt Lake City (1969–2006)[59]

## Vermont

Montpelier (capital)

### Històriques

Montpelier (2000–2017)

## Virgínia

Alexandria
Arlington
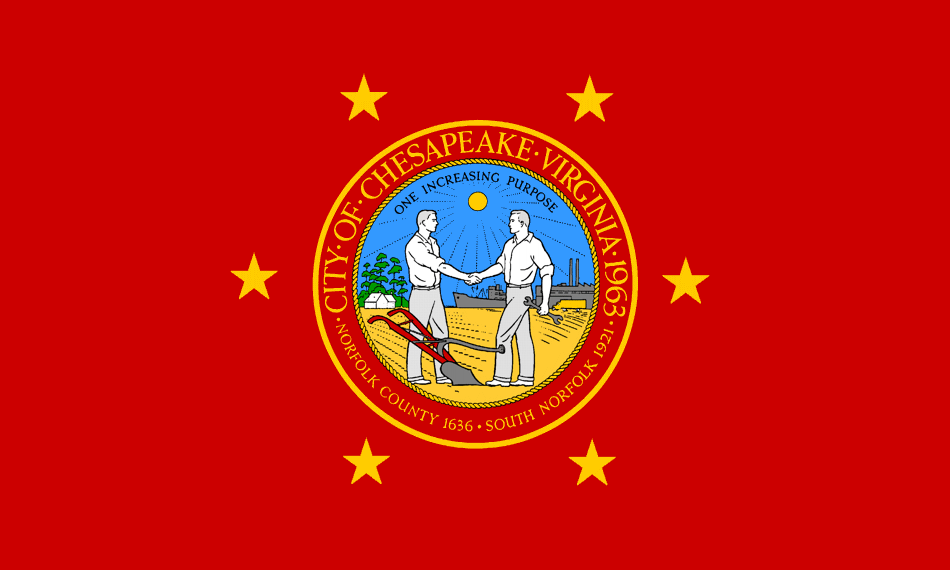
Chesapeake
Hampton
Newport News
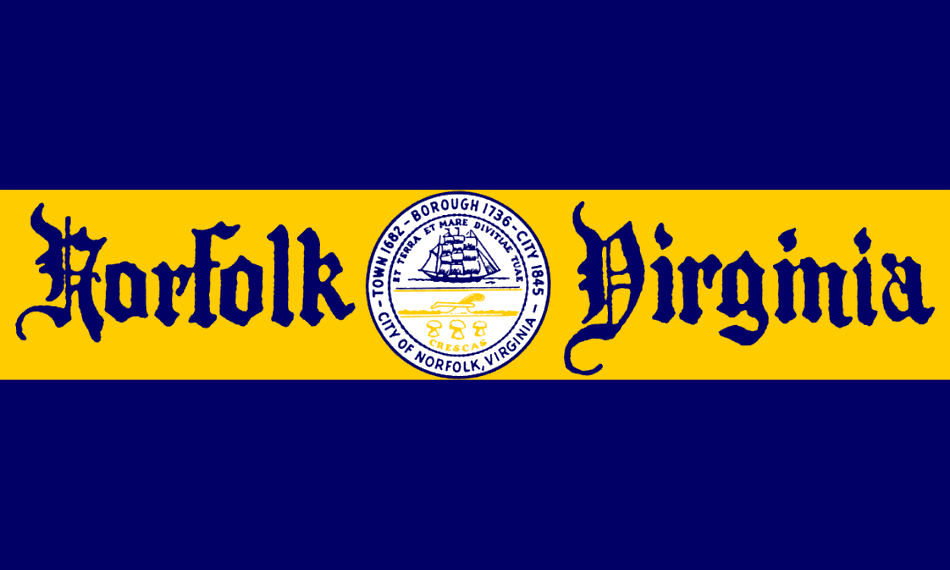
Norfolk
Richmond (capital)
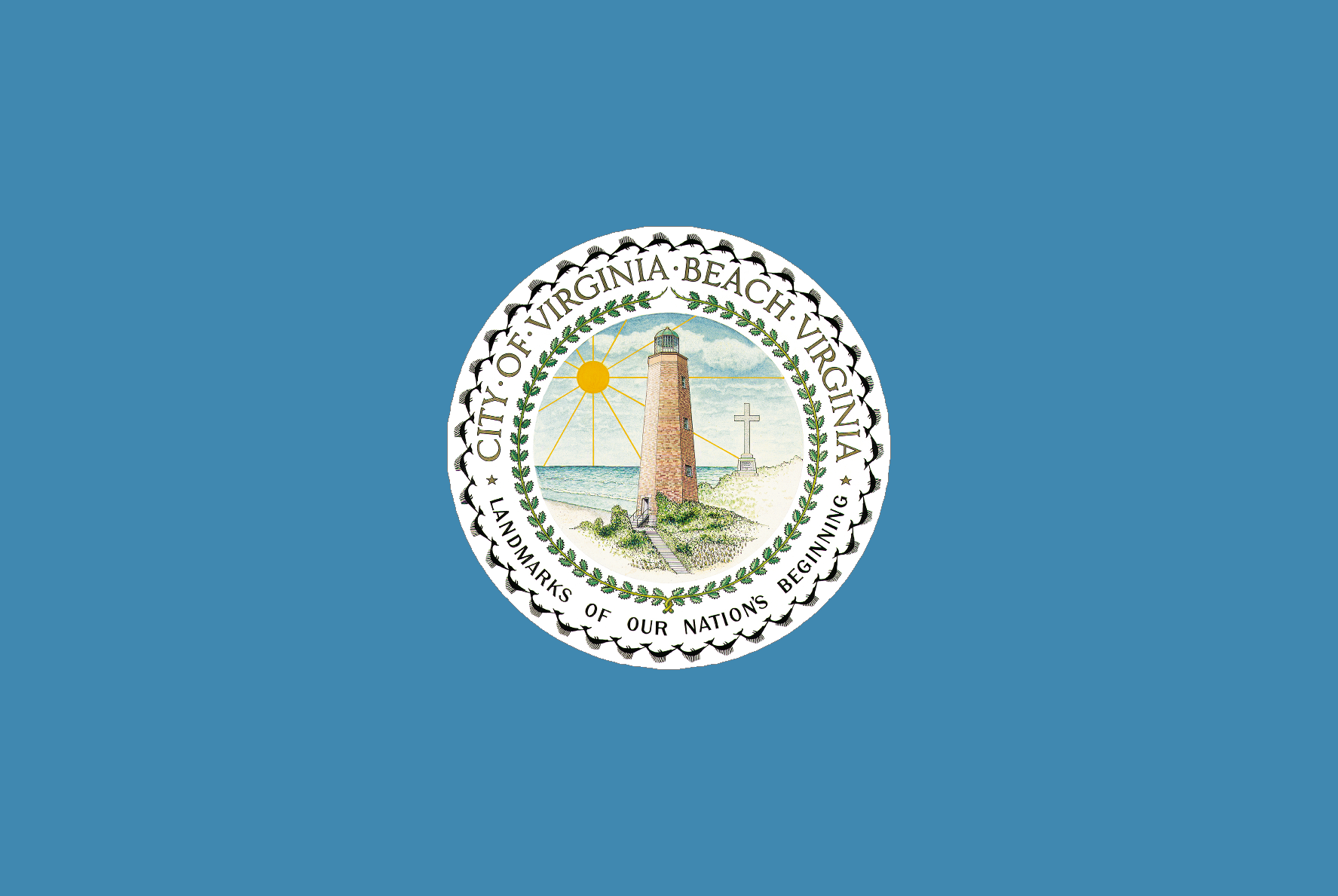
Virginia Beach

### Històriques
- Richmond (1914–1993)[60] (anvers)
- Richmond (1914–1993)[60] (revers)

## Virgínia Occidental

Charleston (capital)

## Washington

Bellevue
Everett
Kent
Olympia (capital)
Renton
Spokane (2021-avui dia)
Spokane Valley
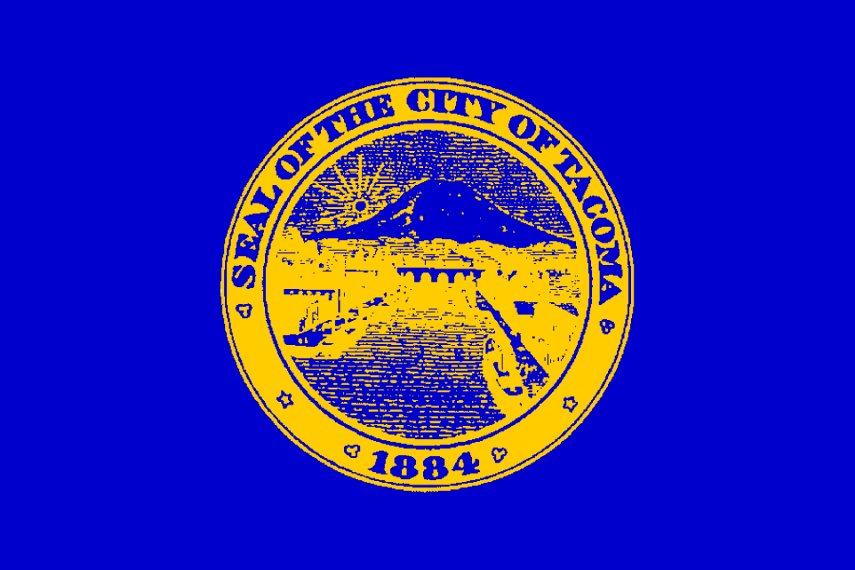
Tacoma
Vancouver

### Històriques
- Seattle (no oficial 1943-1963)[61]
- Spokane (1912-1958)[62]
- Spokane (1975-2021)[63]

## Wisconsin

Green Bay
Madison (capital, des del 2018)
Milwaukee

### Històriques
- Madison (1962-2018)[64]

## Wyoming

Cheyenne (capital)

## Territoris no associats

### Guam

Hagåtña (capital)

### Illes Verges Nord-americanes

Charlotte Amalie (capital)

### Mariannes Septentrionals

Capitol Hill (capital)

### Puerto Rico

Bayamón
Caguas
Carolina
Ponce
San Juan (capital)

### Samoa Nord-americana

Pago Pago (capital)